# Cronologia della storia antica (2500 a.C. - 2001 a.C.)

## Eventi importanti

### Mezzaluna fertile

Schema cronologico generale del Vicino Oriente (cronologia intermedia)

In questi cinque secoli attraversiamo l'ultima parte del periodo protodinastico III (IIIa 2650a.c. - 2450a.c. e IIIb 2450a.c. - 2350a.c.) durante i quali si inaspriscono gli scontri tra le varie città sumere per il controllo delle terre di confine (le ultime terre fertili non ancora coltivate). Paradigma di questi lunghi conflitti sarà quello fra Lagash ed Umma per il territorio di Guedenna, che terminerà solo con la perdita dell'indipendenza delle due città, prima sotto l'impero di Lugalzagesi e poi di Sargon di Akkad. 
Nei primi secoli di questo periodo è da ricordare l'ulteriore grande sviluppo di due importanti centri del medio Eufrate: la siriana Ebla e Mari, che si trovavano sulle importanti vie commerciali dirette in Siria. Le due città saranno in conflitto fra loro fino alla conquista di entrambe da parte di Sargon di Akkad.

I due lunghissimi conflitti regionali che caratterizzarono la prima metà di questi 500 anni, quello fra Umma e Lagash (che si protrasse da almeno il 2510 a.C. al 2310 a.C.) e quello fra Ebla e Mari (circa dal 2420 a.C. al 2300 a.C.) principiarono come scontri fra la due città rivali aiutate dai regni loro vassalli, ma poi, nel corso degli anni si estesero, coinvolgendo altre città importanti come Kiš ed Uruk che, controllando territori posti fra i due conflitti, si trovarono coinvolte in entrambi, come alleate di una delle fazioni in guerra. Il collegamento fra le due guerre diverrà così stretto che le vicende dell'uno potevano influenzare l'andamento dell'altro, come accadde nel 2324 a.C. quanto una grave sconfitta subita da Kiš per mano del re di Uruk, nel conflitto fra Lagash ed Umma, indebolì la posizione di Ebla (sua alleata) nella guerra contro Mari.
Attorno al 2350 a.C. principia inoltre il periodo cosiddetto protoimperiale, che precederà il periodo imperiale avviato da Sargon di Akkad. Il periodo protoimperiale fu caratterizzato da movimenti e processi diversi che causeranno la crisi dell sistema delle città stato generatosi con la seconda urbanizzazione. 
Il primo di questi movimenti fu il sempre più evidente scontro sociale fra la massa dei contadini, sempre più poveri e pesantemente tassati, che spesso avevano dovuto cedere la proprietà della terra ed erano divenuti schiavi per debiti, e le gerarchie dominanti cittadine e templari. Molti sovrani sumerici cercheranno di utilizzare il malcontento popolare per affrancarsi dal controllo templare e si faranno promotori di editti di cancellazione dei debiti proclamando che ciò avveniva su richiesta di giustizia da parte degli dei. Tali editti però avranno solo un'efficacia temporanea, perché non inseriti in una vera riforma sociale (che ai sovrani non interessava) e quindi non elimineranno le cause dell'impoverimento della popolazione. Il tentativo dei sovrani di rendere il loro potere meno dipendente dalle gerarchie templari renderà sempre più evidente lo scontro con il potere dei grandi sacerdoti, di cui è ancora esempio paradigmatico lo storia di Lagash, dove lo scontro tra i sovrani della I dinastia ed i grandi sacerdoti culminerà con l'ascesa al potere del grande sacerdote di Umma, Lugalzagesi, che trovò l'appoggio dei sacerdoti di Lagash e di molte altre città, che gli consentì di creare un vasto impero, anche se solo per breve periodo di 25 anni.
Il secondo processo che darà origine alle spinte protoimperiali sarà la sempre maggiore importanza del commercio su lunga distanza, nell'economia dei centri mesopotmamici e siriani, con la necessità di estendere il controllo dei sovrani sui territori molto vasti, percorsi dalle rotte carovaniere, da nord a sud che collegavano le miniere dei monti dell'Amano e del Libano (da cui proveniva il legno dei cedri, necessario per l'architettura monumentale e l'argento che costituiva l'unità di misura su cui si valutava il valore dagli altri beni) e del Tauro ed Antitauro (dove si estraeva rame e stagno) e dell'Iran ed Afghanistan (da cui provenivano i preziosissimi lapislazzuli), alla Siria e Mesopotamia e poi dai porti di Babilonia fino all'Arabia e Bahrein e da est ad ovest, verso i porti mediterranei, come Biblo, che collegavano la Siria con l'Egitto. Questa sarà la causa del lungo conflitto fra le città di Ebla e Mari.
Il terzo processo caratteristico del periodo protoimperiale, sarà legato al logoramento della potenza militare dei principali centri siro-mesopotamici, causato dal lungo periodo di guerre continue, che aveva anche privato le campagne di gran parte delle manodopera più giovane. La capacità di mettere in campo un esercito efficiente avrebbe permesso ad un sovrano di conquistare vasti territori e ricche città.
 
Sia Ibbi-zikir di Ebla che Lugalzagesi di Umma tenteranno un progetto imperiale, ma chi seppe interpretare meglio questa situazione fu proprio Sargon di Akkad, che spostò la capitale del suo regno dalla indebolita Kish alla nuova Akkad e riformò l'esercito, creando una forza militare stabile di 5600 uomini, che lo seguiva in tutte le sue imprese e che gli consenti di conquistare un impero vasto e stabile. 
Una nuova mentalità, di controllo assoluto del territorio e di conseguente distruzione di tutti i centri di potere alternativi, sarà la caratteristica della nuova forma di potere imperiale. Il sovrano di un impero non poteva tollerare l'esistenza di centri di potere alternativi con cui doversi confrontare, ma solo di centri amministrativi, sotto il diretto controllo di funzionari imperiali. L'esempio, che tutti i sovrani della Mezzaluna Fertile ben conoscevano era il Faraone egizio, ed in Egitto non esistevano poteri cittadini forti: se infatti i sumeri avevano inventato le città, gli antichi egizi avevano inventato lo stato. Questa nuova mentalità politica si scontrava con il grande rispetto e venerazione che i sumeri e semiti del tempo avevano verso le strutture cittadine, considerate frutto della fatica degli stessi dei patroni e quindi sacre. Nel corso della storia della mezzaluna fertile, fino ad ora non si era mai assistito alla distruzione totale di centri importanti e dei loro templi, da parte delle truppe del nemico vincitore. Nella stessa stele degli avvoltoi, che celebra una grande vittoria del re di Lagas Eannatum, sulla rivale città di Umma, si racconta di cumuli di cadaveri nemici accumulati in luoghi significativi, come monito ai nemici, si ricorda che la vittoria è stata data a Lagash dagli dei offesi dal mancato rispetto dei patti da parte dei sovrani di Umma, ma la città e lo stesso sovrano di Umma non verranno toccati. Dovranno sottoscrivere un pesante, ma non insostenibile, trattato di pace. Anzi, i sovrani sconfitti dovevano temere più l'ira del loro stesso popolo, convinto che la sconfitta fosse dipesa dalla loro cattiva condotta verso il dio patrono, che le azioni del nemico vincitore. La distruzione di una grande città e dei suoi templi rimarrà un atto gravissimo ed inconcepibile, nella mentalità non solo popolare del Vicino Oriente antico, ancora per molti secoli, come testimoniato da vari poemi, come "Le lamentazioni di Ur" o il "poema della liberazione", quest'ultimo composto nel 1600 a.C. per ricordare la definitiva distruzione di Ebla da parte della coalizione ittito-urrita.
Questa nuova mentalità distruttiva non faceva parte del progetto protoimperiale eblaita del gran visir Ibbi-Zikir e del suo re Išar-Damu, che contava di fondare e fortificare il progetto protoimperiale con trattati e matrimoni dinastici con le più importanti case regnanti confinanti. Rimase così completamente sorpreso dall'attacco improvviso da parte di Sargon, nonostante fosse consuocero di Išar-Damu.

Il primo ad interpretare questo nuovo pensiero assolutistico imperiale fu Lugalzagesi di Umma, che distrusse importanti città, fra cui la stessa Lagash, passando alla storia come tiranno feroce e sanguinario, tanto che Sargon, non si limitò a sconfiggerlo ed a giustiziarlo, ma mostrò i suoi resti mortali alle popolazioni delle città distrutte, atteggiandosi come liberatore e salvatore del mondo mesopotamico, salvo poi divenire lui stesso distrutture di grandi città come Ebla, Mari, Nagar ed altre. Anche il processo che portò, durante il regno di Narām-Sîn alla venerazione dell'imperatore come un dio e non più esecutore dei voleri divini, può essere considerata una conseguenza dell'idea di potere assoluto imperiale che non poteva tollerare neppure un potere divino al di sopra di quello dell'imperatore stesso.
Dal 2330 a.c. con l'arrivo al potere di Sargon di Akkad, assistiamo alla nascita dell'Impero di Akkad, che unificherà tutta la mezzaluna fertile fino al 2172 a.c. quando verrà abbattuto dalla invasione delle tribù barbariche dei Gutei

I Gutei domineranno la Mesopotamia solo fino al 2119, quando verranno scacciati dalla rivolta guidata dai sovrani sumeri della città di Ur che fonderanno la III dinastia di Ur, che unificherà la bassa mesopotamia con un nuovo impero che giungerà fino alle soglie del II millennio a.c., perdendo progressivamente potere, fino alla caduta di Ur conquistata dal sovrano della città di Isin, appoggiato dalla confederazione dell'Elam, nel 2004 a.c.
- Primi insediamenti dei nomadi Amorrei (di origine semitica, antenati dei Re di Isin e dei Babilonesi) a ovest dell'Eufrate
  - In precedenza gli assiriologi hanno ipotizzato che gli amorriti fossero un popolo nomade, governato da un potente clan tribale che fece apparentemente spostare a forza il suo popolo in questi territori, di cui avevano bisogno per i pascoli delle loro mandrie. Tuttavia, molte delle nuove scoperte archeologiche hanno portato gli assiriologi a concordare sul fatto che gli amorriti non misero mai in atto un'invasione concertata di Ur. Molti amorriti vissero in modo pacifico all'interno del regno in piccole enclave. Ci sono ora attestazioni che gli amorriti servirono nell'esercito di Ur e formarono anche gruppi di operai sia sotto l'impero di Akkad che sotto la terza dinastia di Ur, molto prima dell'ascesa del loro potere nella regione.

### Assiria
- Primi insediamenti urbani nella città di Assur, in Alta Mesopotamia
  - Gli scavi rivelarono che il sito della città fu occupato dalla metà del III millennio a.C., in epoca ancora sumera, prima che emergesse il regno assiro. I resti più antichi della città furono scoperti nelle fondazioni del tempio della dea Ištar.

### Vicino Oriente
- I Fenici fondarono i primi insediamenti sulla costa del Mediterraneo
  - Benché l'indagine archeologica sia stata difficoltosa, si hanno notizie dal III millennio a.C. di occupazioni di Biblo e Tiro. Sono frequenti le campagne egiziane a scopo soprattutto commerciale, con alcune colonie di mercanti.
- Gli Hurriti (popolazione indoeuropea) si insediano in Siria
  - Essi vengono ritenuti, per similitudini linguistiche, gli antenati degli Urartei, anche se la lingua hurrita, di tipo ergativo, sembra più di origine non indoeuropea, secondo la teoria di Alain Daniélou, facente parte della ipotetica Civiltà mediterranea. Il fiume Khabur valle divenne il cuore delle terre hurrite per un millennio. Il primo regno hurrita noto emerse intorno alla città di Urkesh (moderna Tell Mozan) durante il terzo millennio a.C. Ci sono prove che allearono con l'Impero accadico e che dunque assunsero nel territorio una posizione stabile nel regno di Naram-Sin di Akkad. In questo periodo, a un certo punto la città stato di Urkesh divenne stato vassallo di Mari.
- Primi insediamenti urbani nella città di Karkemiš, fra Siria e Turchia
  - Il sito è stato abitato sin dal neolitico, con ceramiche e tombe che risalgono a ca. 3000 a.C. (inizio dell'età del bronzo). La città è menzionata in documenti ritrovati negli archivi di Ebla del III millennio a.C.

### Asia Minore
- Gli Hatti (popolazione mediterranea) si insediano in Turchia (fino al 1700 a.C.)
  - Gli Hatti erano organizzati in città-stato e piccoli regni teocratici che furono poi conquistati uno a uno dagli Ittiti dopo il 2200 a.C. Anche dopo questa conquista gli Hatti continuarono a rappresentare la maggior parte della popolazione. Per questa ragione influenzarono molto gli Ittiti, da cui presero gran parte della religione e della mitologia. La differenza tra Hatti e Ittiti emerge anche dalle descrizioni che gli Egiziani danno in occasione della Battaglia di Kadesh che parlano di individui molto diversi tra loro nell'aspetto.

### Arabia
- Addomesticamento del dromedario

### Asia Centrale e Asia Orientale
- Asia centrale: Addomesticamento del bue, del cammello, del cavallo, del Bufalo d'acqua e della Gallina
- India:Civiltà della valle dell'Indo: ad Harappa si diffondono quartieri caratterizzati da un ordinato tessuto urbano, con case diversificate, indice di una divisione in classi
- Cina: Il Periodo dei Tre Augusti e Cinque Imperatori termina con imperatore Shun. Nel 2195 Yǔ il grande primo imperatore della dinastia Xia (cinese: 夏朝; Hanyu Pinyin: xià cháo; Wade-Giles: Hsia-ch'ao), ca. 2195 a.C. - 1600 a.C.. È la prima dinastia descritta nelle cronache cinesi, come lo Shiji e gli Annali di bambù che riportano i nomi di diciassette Re su quattordici generazioni. Si dice che i leggendari Tre augusti e cinque imperatori abbiano preceduto questa dinastia, che fu seguita dalla dinastia Shang. La fondazione della dinastia Xia è attribuita al leggendario Yǔ il grande.[7]
- Thailandia: Coltivazione del Riso, Addomesticamento della gallina, metallurgia del Bronzo.

### Africa
- Nubia: Nasce il Regno di Kerma in Nubia (fino al 1520 a.C., che raggiungerà il suo splendore dopo il 1800 a.C.)

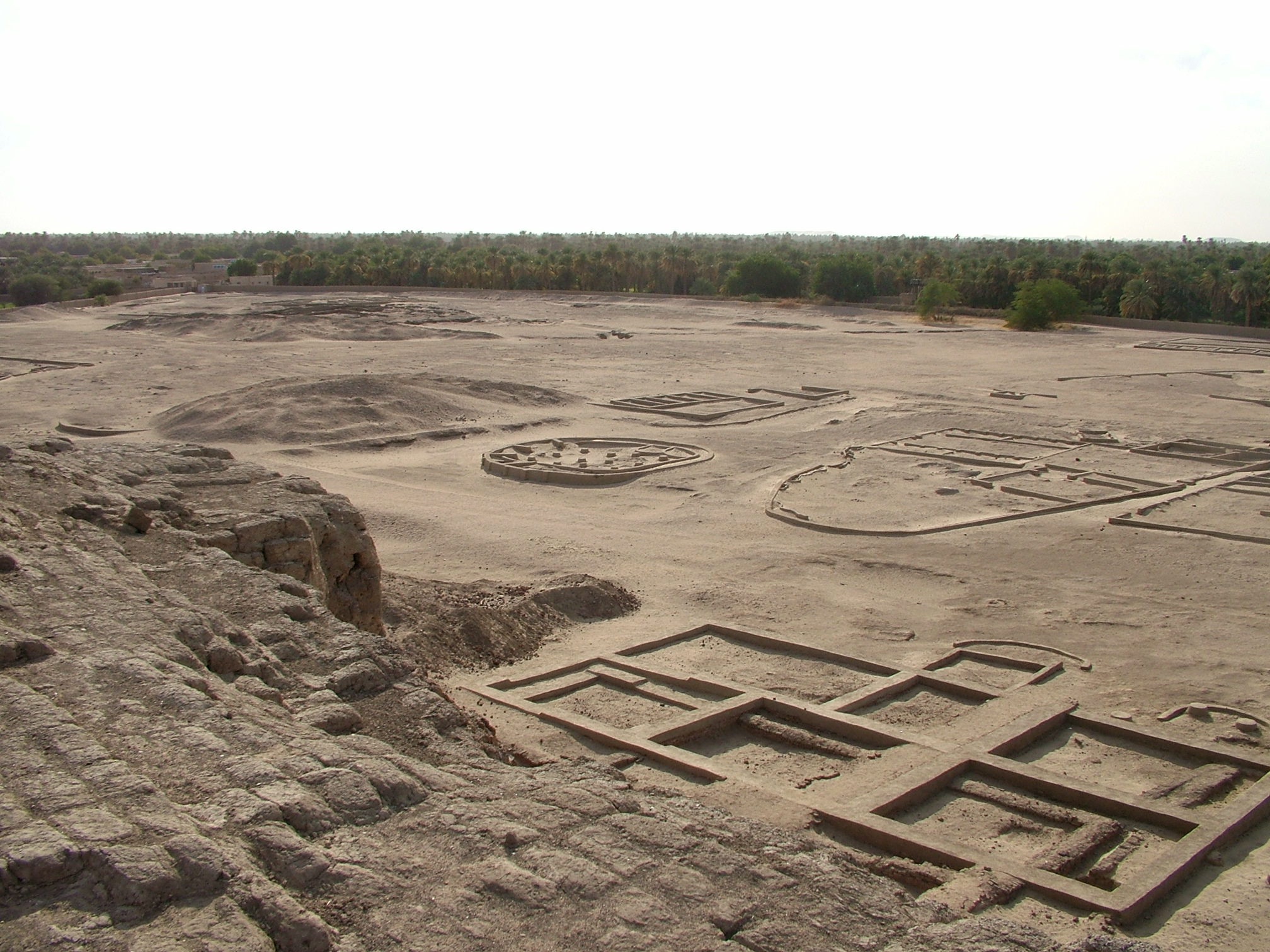
scavi archeologici a Kerma

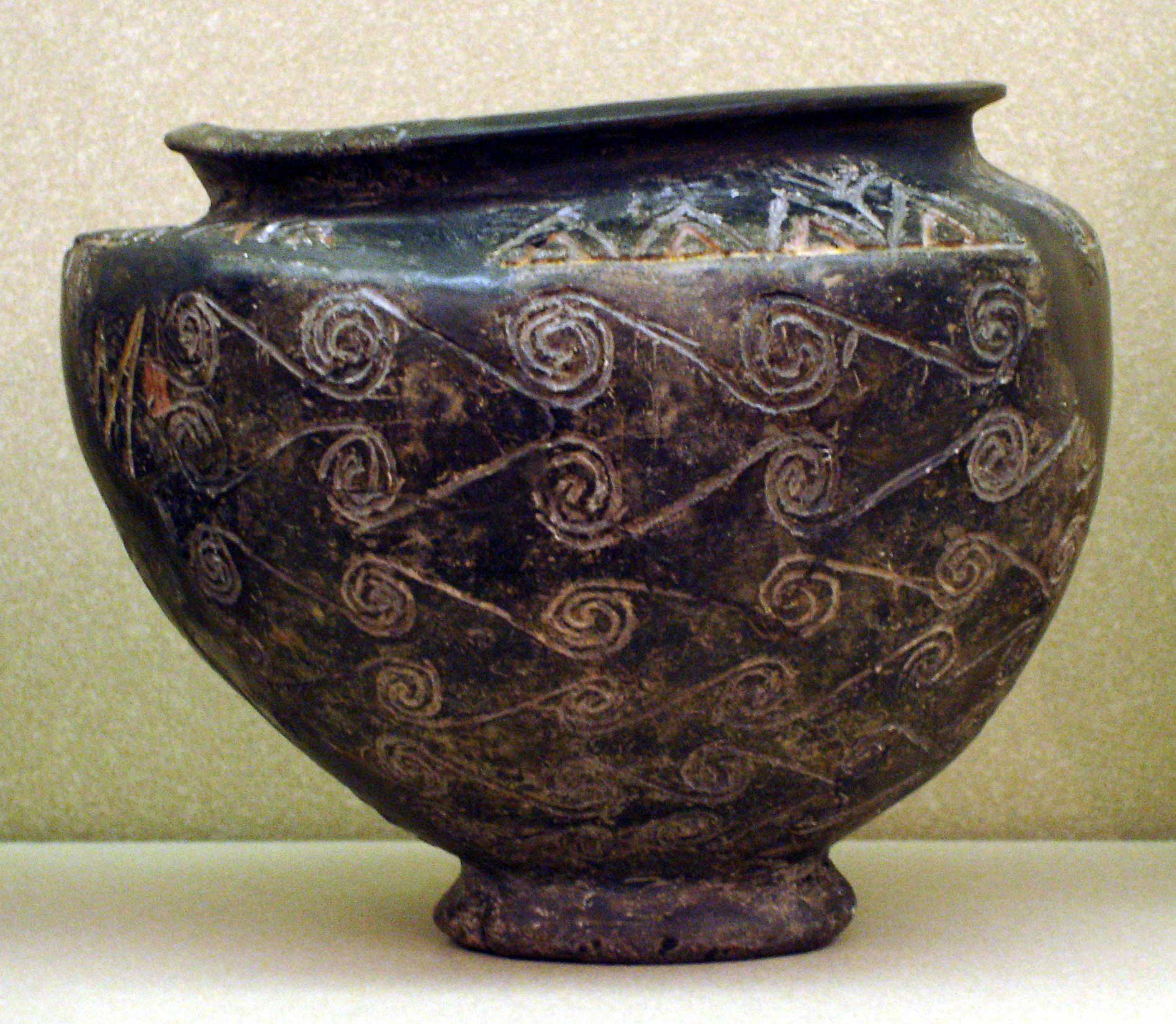
Ceramica di Kerma

  - Il suo centro fu appunto la città di Kerma il cui momento di maggiore splendore coincisescavi archeologici a Kerma con il medio regno egizio anche se la civiltà nubiana mantenne sempre i suoi caratteri distintivi (come ad esempio la ceramica). L'archeologo George Reisner riteneva che Kerma fosse stata in origine un governatorato egizio che si sarebbe poi sviluppato verso una monarchia indipendente. Gli studiosi moderni ritengono invece che all'origine Kerma sia stata un avamposto commerciale essendo troppo lontana dai confini dell'Egitto del tempo. Ceramica di KermaAnche la presenza di oggetti e statue recanti iscrizioni egizie viene ora interpretata come effetto degli scambi commerciali. Durante il primo periodo intermedio la presenza egizia nella Bassa Nubia scomparve del tutto e quando le fonti egizie tornano a citare Kerma la descrivono avere il controllo dell'Alta e della Bassa Nubia. Il regno di Kerma raggiunse il suo massimo sviluppo territoriale durante il secondo periodo intermedio arrivando a sfiorare il confine meridionale dell'Egitto. Il regno di Kerma finisce con l'avvento del nuovo regno e dei suoi sovrani alla ricerca di successi militari. Sotto Thutmose III il confine giunge alla IV cateratta del Nilo e Kerma si trova inglobata nell'impero egizio.
- Antico Egitto: ci troviamo nel pieno dell'Antico Regno, molti importanti monumenti come la Sfinge e le Piramidi di Giza sono stati costruiti, i faraoni della V dinastia egizia sono saldamente al potere. Con l'avvento della VI dinastia egizia si assisterà ad una progressiva frammentazione del potere ad opera dei governatori locali (nomarchi) che tenderanno a rendersi sempre più indipendenti dal potere centrale fino al regno di Pepi II quando si avrà prima il ritorno della suddivisione fra Alto e Basso Egitto e poi il collasso del regno con la fine del periodo detto dell'Antico Regno nel 2192 a.C. Entriamo così nel caotico e frammentato Primo periodo intermedio della storia dell'Antico Egitto che durerà circa un secolo e mezzo, fino al 2055, e che vedrà succedersi e sovrapporsi i faraoni della VII, VIII, IX e X dinastia egizia. Infine, grazie all'azione dei faraoni della XI dinastia, l'Antico Egitto tornerà ad unificarsi con capitale a Tebe: è il principio della fase storica detta Medio Regno e che si protrarrà fino al 1650 a.c.

### Europa
- Antica Grecia: Periodo Protoelladico II in Grecia - Popolazioni protoindoeuropee (Pelasgi) (fino al 2300 a.C.)
  - I siti importanti dell'Antico Elladico sono raggruppati sulle rive egee della Grecia continentale, in Boeozia e Argolide (Lerna, Pefkakia, Tebe, Tirinto) o sulle isole come Egina (Kolonna) ed Eubea (Lefkandi, Manika) e sono contrassegnati da ceramica che mostra influenze anatoliche occidentali e dall'introduzione della versione del tornio da vasaio veloce. La grande "casa lunga" chiamata mégaron viene introdotta nell'AE II.
- Italia: Civiltà del Gaudo in Cilento: Necropoli di Buccino
  - Grazie alla sua posizione geografica dominante e ben protetta, la località è stata frequentata sin dalle epoche più remote. I materiali più antichi risalgono al primo Neolitico, particolarmente nelle località di San Mauro e di Piani di Buccino. In località Sant'Antonio invece sono emerse diverse testimonianze calcolitiche, risalenti dunque alla seconda metà del III millennio a.C., più precisamente alcune tombe appartenenti alla vicina civiltà del Gaudo, oggi riconducibile ai primi abitanti di Paestum.[8] Le prime strutture sedentarie appartengono alla collina di Tufariello, costituenti un piccolo villaggio dell'età del bronzo (Proto-Appenninico B). Con l'età successiva (fine VIII secolo a.C.) l'abitato s'insedia nel territorio oggi occupato propriamente dalla città di Buccino; da qui sono note alcune necropoli - in località Santo Stefano - caratterizzate dalla disposizione fetale dei corpi, tipico della regione; l'uso viene meno dopo l'arrivo delle popolazioni lucane, intorno all'inizio del IV secolo a.C.[9]
- Gran Bretagna: Completamento dei Dolmen di Stonehenge
  - A tre chilometri di distanza da Stonehenge è stato ritrovato da ricercatori della National Geographic Society un villaggio risalente al 2600 a.C. composto da circa venticinque piccole case. Si ritiene che fossero utilizzate per ospitare i costruttori del complesso, o i visitatori di qualche cerimonia.[10]
- Europa Occidentale, Europa Centrale: inizio dell'Età del bronzo
- Ucraina:(fino al 1500 a.C.) - Movimenti di popolazioni indoeuropee, suddivise nel ramo occidentale Centum (Celti, Latini, Germanici, Elleni) e orientale Satem (Slavi, Baltici, Illirici, Gutei, Ittiti, Hurriti, Tocari, Iranici e Arii).
- Caucaso: Civiltà calcolitica kurgan - Sepolture in tumulo, poi diffuse in tutta Europa.

### America settentrionale
- Groenlandia: Cultura mesolitica di Saqqaq in Groenlandia meridionale, proveniente dal Canada (fino a 800 a.C.)

### 2500 a.C. - 2481 a.C.
| anni                  | Lagash | Umma | Akshak | Kish | Hamazi | Uruk | Mari | Ebla | Ur | Egitto |
| --------------------- | --- | --- | --- | --- | --- | --- | --- | --- | --- | --- |
| 2500 a.c. - 2400 a.c. | Ur-Nanshe (ca.2494 a.c.- ca.2465 a.c.) Akurgal (ca.2465 a.c.- ca.2455 a.c.) Eannatum (ca.2455 a.c.- ca.2425 a.c.) En-anna-tum I (ca.2425 a.c.- ca.2405 a.c.)                                                                                               | Ush (ca.2455 a.c.- ca.2445 a.c.) Enakalle (ca.2445 a.c.- ca.2435 a.c.) Enandamu (ca.2435 a.c.- ca.2425 a.c.) Urlumma (ca.2425 a.c.- ca.2420 a.c.)                                    | Zuzu (ca.2470 a.c.- ca.2459 a.c.) Unzi (ca.2459 a.c.- ca.2429 a.c.) Undalulu (ca.2429 a.c.- ca.2417 a.c.) Urur (ca.2417 a.c.- ca.2411 a.c.) Puzur-Nirah (ca.2411 a.c.- ca.2391 a.c.)               | Mesilim (ca.2550 a.c.- ca.2500 a.c.) Susuda (ca.2500 a.c.- ca.2490 a.c.) Dadasig (ca.2490 a.c.- ca.2489 a.c.) Mamagal (ca.2489 a.c.- ca.2480 a.c.) Kubaba (ca.2480 a.c.- ca.2460 a.c.) Tuge (ca.2460 a.c.- ca.2455 a.c.) Mennumna (ca.2455 a.c.- ca.2450 a.c.) Enbi-Ishtar (ca.2450 a.c.- ca.2440 a.c.) Lugalmu (ca.2440 a.c.- ca.2430 a.c.) Ibbi-Ea (ca.2440 a.c.- ca.2430 a.c.) Eannatum di Lagash(ca.2430 a.c.- 2425 a.c.) Iblul-Il di Uruk (ca.2425 a.c.- ca.2400 a.c.) | Zizi (ca.2460 a.c.- ca.2450 a.c.) Hadanish (ca.2450 a.c.- ca.2430 a.c.) Iblul-Il di Uruk (ca.2430 a.c.- ca.2400 a.c.)   | dominio dei sovrani di Ur (ca.2550 a.c.- ca.2450 a.c.) Ur-Nanshe di Lagash (ca.2450 a.c.- ca.2440 a.c.) Enshakushanna (ca.2440 a.c.- ca.2400 a.c.) | dopo il regno di Sharrum-iter la città passò sotto il controllo di Kish Ikun-Shamash (ca.2475 a.c.- ca.2453 a.c.), primo re del secondo regno Ikun-Shamagan (ca.2453 a.c.- ca.2423 a.c.) Ansud (ca.2423 a.c.- ca.2416 a.c.) Sa'umu (ca.2416 a.c.- ca.2400 a.c.) | Talda-Lim (ca.2540 a.c.- ca.2520 a.c.) Abur-Lim (ca.2520 a.c.- ca.2500 a.c.) Agur-Lim (ca.2500 a.c.- ca.2480 a.c.) Ib-Damu (ca.2480 a.c.- ca.2460 a.c.) Baga-Damu (ca.2460 a.c.- ca.2440 a.c.) Enar-Damu (ca.2440 a.c.- ca.2420 a.c.) Eshar-Malik (ca.2420 a.c.- ca.2400 a.c.) | Mesannepada (ca.2500 a.c.- ca.2480 a.c.) Meskiagnunna (ca.2480 a.c.- ca.2470 a.c.) Elulu (ca.2470 a.c.- ca.2465 a.c.) Balulu (ca.2465 a.c.- ca.2455 a.c.) Eannatum di Lagash(ca.2455 a.c.- ca.2425 a.c.) En-anna-tum I di Lagash (ca.2425 a.c.- ca.2405 a.c.)                                                   | Kakhet (Micerino) 27º faraone (ca.2514 a.c.- ca.2486 a.c.) Shepsekhet 28º faraone (ca.2486 a.c.- ca.2479 a.c.) Djedefptah Presunto 29º faraone ed ultimo della IV Dinastia (ca.2479 a.c.- ca.2477 a.c.) Irmaat 30º faraone e I della V Dinastia (ca.2477 a.c. - ca.2471 a.c.) Nebkhau 31º faraone (ca.2471 a.c.- ca.2458 a.c.) Userkhau (Neferirkara) 32º faraone (ca.2458 a.c.- ca.2438 a.c.) Shekemkhau (Shepseskara) 33º faraone (ca.2448 a.c.- ca.2431 a.c.) Neferkhau (Neferefra) 34º faraone (ca.2431 a.c.- ca.2420 a.c.) Setibtawy (Niuserra) 35º faraone (ca.2420 a.c.- ca.2389 a.c.) |
| 2400 a.c. - 2300 a.c. | Entemena (ca.2405 a.c.-2375 a.c.) Enannatum II (ca.2375 a.c.-2365 a.c.) En-entarzi (ca.2365 a.c.-2359 a.c.) Lugalanda (ca.2359 a.c.-2352 a.c.) Urukagina (ca.2352 a.c.-2342 a.c.) Lugalzagesi (ca.2342 a.c.-2335 a.c.) Sargon di Akkad (ca.2335 a.c.- ...) | Ili (ca.2420 a.c.-2380 a.c.) Gishshakidu-Barairnum (ca.2380 a.c.-2365 a.c.) Ukush (ca.2365 a.c.-2355 a.c.) Lugalzagesi (ca.2355 a.c.- 2330 a.c.) Sargon di Akkad (ca.2330 a.c.- ...) | Ishu-Il (ca.2391 a.c.- 2367 a.c.) Shu-Sinl (ca.2367 a.c.- 2360 a.c.) Puzur-Sin di Kish (ca.2360 a.c.- 2353 a.c.) Lugalzagesi di Umma (ca.2353 a.c.- 2330 a.c.) Sargon di Akkad (ca.2330 a.c.- ...) | Ku-Bau (ca.2400 a.c.- 2380 a.c.) Ishu-Il di Akshak (ca.2380 a.c.- 2365 a.c.) Lugaltarzi (ca.2365 a.c.- 2360 a.c.) Puzur-Sin (ca.2360 a.c.- 2340 a.c.) Ur-Zababa (ca.2340 a.c.- 2330 a.c.) Sargon di Akkad (ca.2330 a.c.- ...) | Lugalure di Uruk (ca.2400 a.c.- ca.2355 a.c.) Lugalzagesi (ca.2355 a.c.- 2330 a.c.) Sargon di Akkad (ca.2330 a.c.- ...) | Lugalure (ca.2400 a.c.- ca.2355 a.c.) Lugalzagesi (ca.2355 a.c.- 2330 a.c.)Sargon di Akkad (ca.2330 a.c.- ...)                                     | Išhtup-Išar (ca.2400 a.c.- ca.2390 a.c.) Ikun-Mari (ca.2390 a.c.- ca.2385 a.c.) Iblul-Il (ca.2385 a.c.- ca.2343 a.c.) Nizi (ca.2343 a.c.- ca.2340 a.c.) Enna-Dagan (ca.2340 a.c.- ca.2336 a.c.) Ikun-išar (ca.2336 a.c.- ca.2320 a.c.) Ḫidar (ca.2304 a.c.- ca.? a.c.) Isqi-Mari (Lamgi-Mari) (ca. ? a.c.- ca.? a.c.) circa 2290 a.c. distruzione della città da parte di Sargon di Akkad | Kun-Damu (ca.2400 a.c.-2380 a.c.) Adub-Damu (ca.2380 a.c.-2360 a.c.) Igriš-Ḫalab (ca.2360 a.c.-2347 a.c.) Irkab-Damu (ca.2347 a.c.-2336 a.c.) Išar-damu (ca.2336 a.c.-2301 a.c.) Ir'ak-Damu                                                                                    | Enmetena di Lagash(ca.2405 a.c.-2375 a.c.) Enannatum II di Lagash (ca.2375 a.c.-2365 a.c.) En-entarzi di Lagash (ca.2365 a.c.-2359 a.c.) Lugalanda di Lagash (ca.2359 a.c.-2352 a.c.) Urukagina di Lagash (ca.2352 a.c.-2342 a.c.) Mec-ki-aj-Nanna (ca.2342 a.c.-2335 a.c.) Sargon di Akkad (ca.2335 a.c.- ...) | Menkhau (Menkauhor) 36º faraone (ca.2389 a.c.- ca.2380 a.c.) Menkhau (Menkauhor) 36º faraone (ca.2389 a.c.- ca.2380 a.c.) Djedkhau (Djedkara) 37º faraone (ca.2380 a.c.- ca.2342 a.c.)) Waditawy (Unis) 38º faraone (ca.2342 a.c.- ca.2320 a.c.) Sehoteptawy (Teti) 39º faraone (ca.2320 a.c.- ca.2312 a.c.) Userkara 40º faraone (ca.2312 a.c.- ca.2310 a.c.) Merytawy (Pepi I) 41º faraone (ca.2310 a.c.- ca.2260 a.c.) |
- c. 2500 a.C.
  - Agur-Lim re di Ebla
  - Lugal-Anne-Mundu Leggendario Re di Adab
    - Secondo le leggende sumere, unificò nel suo potere tutta la Mesopotamia, costituendo un impero che andava dal Golfo Persico sino ai Monti Zagros e che si dissolse con la sua morte.

  - Presunto insediamento della III dinastia di Kish: Kubaba Regina di Kish
    - La cosiddetta Casa di Kubaba è riportata nel regno di Puzur-Nirah, re di Akšak[nota esplicativa 1]. Il suo regno, l'unico della terza dinastia di Kish, fu caratterizzato da pace e prosperità; fu contemporanea del terzo protoperiodo dinastico dei Sumeri, e sembra che sia durato per quasi un secolo. Collocandola in un contesto storico, il regno di Kubaba dovrebbe inserirsi nel XXV. Santuari in suo onore si diffusero in tutta la Mesopotamia: nell'area hurrita venne chiamata anche Kebat o Hepat, un titolo della dea madre hurrita Hannahannah, dal significato di "madre".
- c. 2494 a.C.
  - Mesopotamia:
    - Ur-Nina Re sumero di Lagash, Fondatore della I Dinastia di Lagash (Resasi indipendente da Kish)

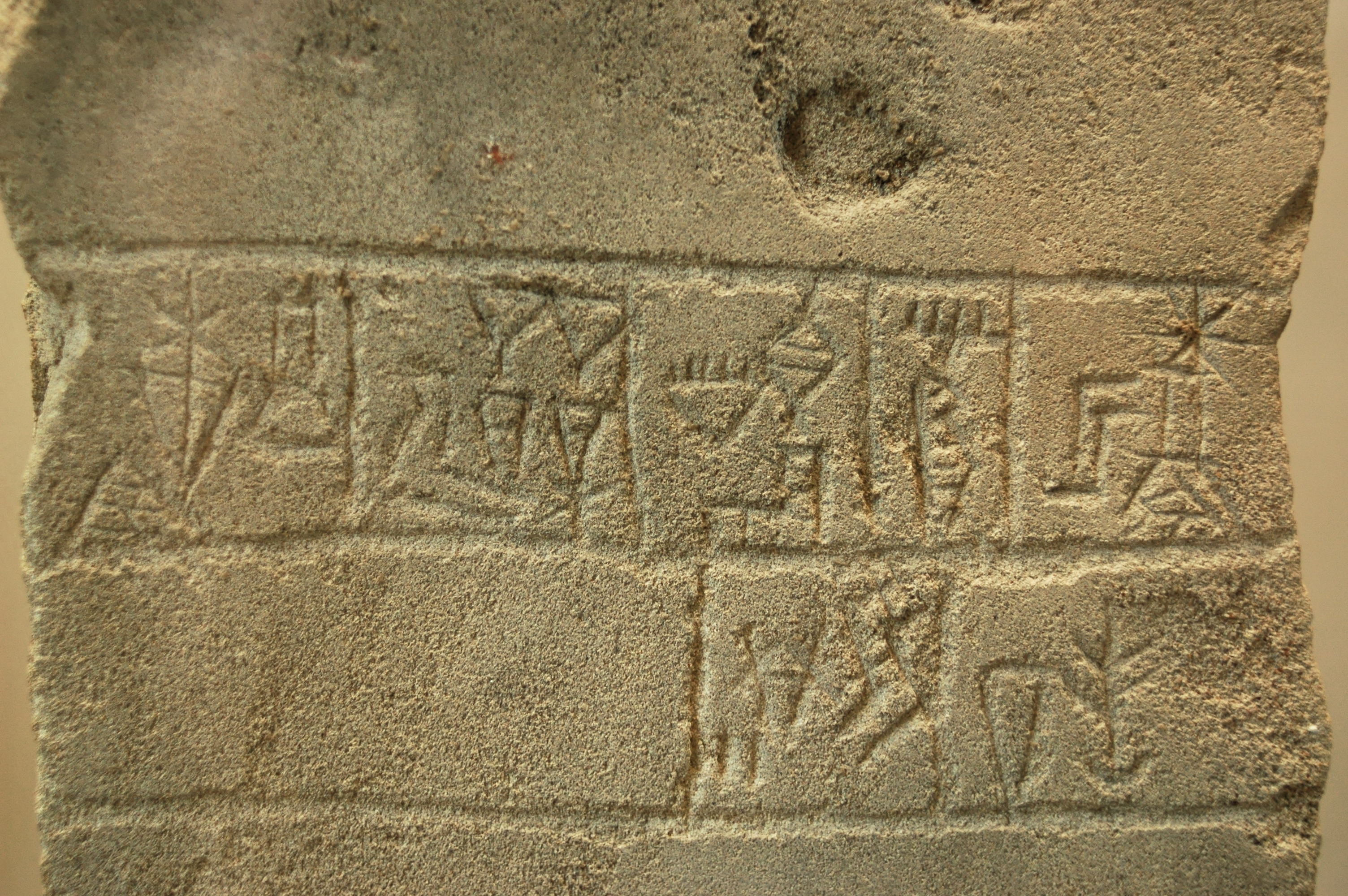
Stele contenente l'iscrizione "Ur-Nanshe, figlio di Gunidu, per Ningirsu". Lagash, periodo protodinastico III (ca. 2550—2500 a.C.). Trovata a Telloh, antica Girsu.

      - La sua esistenza si colloca probabilmente nella prima metà del ventiquattresimo secolo a.C.Stele contenente l'iscrizione "Ur-Nanshe, figlio di Gunidu, per Ningirsu". Lagash, periodo protodinastico III (ca. 2550—2500 a.C.). Trovata a Telloh, antica Girsu. Ascese al potere dopo Lugal-Sha-Gen-Sur (Lugal-Suggur), probabilmente nel 2494 a.C. circa, e regnò probabilmente fino al 2465 a.C. circa, quando gli succedette il figlio Akurgal. Non sappiamo da dove venne, né come ottenne il potere. È possibile che fosse un semita proveniente dalla terra occidentale di Tidnum. Ur-Nina ci ha lasciato circa cinquanta iscrizioni su tavolette d'argilla, piastre, mattoni, chiodi, che registrano soprattutto la costruzione dei templi, gli scavi dei canali e la costruzione di statue. Una di queste iscrizioni recita navi di Dilmun avevano portato legname come tributo da terre straniere.. Questo implica che Ur-Nina fosse abbastanza potente da controllare un certo numero di terre straniere oltre al golfo Persico.

  - Bahrain: Primi contatti fra Sumeri e Civiltà Dilmun
- c. 2490 a.C. - Mesopotamia: Sharrum-iter Ultimo re della prima dinastia di Mari. Il suo regno durò nove anni poi fu sconfitto dal sovrano di Kish che assunse in controllo del regno circa nel 2480 a.C.
- c. 2486 a.C.
  - Antico Egitto: Shepsekhet 28º faraone - (c.a. 2486 a.C. -2479 a.C., secondo von Beckerath)- IV Dinastia
    - Figlio di Kakhet e di una sposa secondaria, il Canone Reale sembra attribuirgli un regno di soli quattro anni. Per legittimare il suo diritto a regnare, essendo prematuramente morto l'erede designato, sposò Khentkaus figlia di Hardedef, figlio di Cheope.A differenza dei suoi predecessori Shepsekhet non si fece costruire una piramide. La sua tomba segna infatti un ritorno alla mastaba, anche se di dimensioni fuori dal comune, il sepolcro di Shepsekhet misura m 104,60 per 78,60 con un'altezza di circa 18 metri.

### 2480 a.C. - 2471 a.C.
- c. 2480 a.C. 
  - la città sumera di Mari passa sotto il dominio della città sumera di Kish, durante il regno di Kug-Baba di Kish, unica donna citata nella lista reale sumerica.
  - Ib-Damu re di Ebla
- c. 2479 a.C.
  - Antico Egitto
    - Djedefptah Presunto 29º faraone - (c.a. 2479 a.C. -2477 a.C., secondo von Beckerath)- Ultimo della IV Dinastia
      - La sua esistenza è attestata solamente dalla lista di Manetone, nella forma riportata da Sesto Africano, che pone al termine della IV dinastia un Thampththis, nome che non è possibile mettere in relazione con nessun altro sovrano della dinastia e che potrebbe essere una deformazione del nome egizio Djedefptah o Ptahdjedef (ḏd =f pth). Un'ulteriore prova è che il Canone Reale è danneggiato proprio nella parte riguardante la fine della IV dinastia e l'attuale disposizione dei frammenti lascia spazio, dopo Kakhet, ad ulteriore sovrano. Allo stato attuale delle cose mancano però del tutto riscontri archeologici che possano confermare queste ipotesi.

    - Fine della IV Dinastia
- c. 2477 a.C.
  - Antico Egitto:
    - Inizio della V Dinastia
    - Irmaat 30º faraone - (c.a. 2477 a.C. -2471 a.C., secondo von Beckerath)- 1º della V Dinastia
      - Come in altre occasioni non è chiaro cosa abbia determinato il cambio di dinastia. Secondo alcune tradizioni Irmaat sarebbe figlio di Neferhetepes figlia di Kheper ed avrebbe sposato Khentkaues, figlia di Kakhet (Micerino), ultimo (o penultimo) sovrano della IV dinastia. Secondo una leggenda riportata dal Papiro Westcar Irmaat ed i suoi due successori sarebbero figli del dio Ra e di una donna, Redgdet, moglie di un sacerdote del dio. Attualmente è opinione abbastanza accettata che Irmaat sia il padre dei suoi due successori. Durante il suo regno aumentò l'influenza del clero di Eliopoli e quindi del culto solare. Prova di ciò fu l'erezione del primo tempio solare, ad Abu Gurab, struttura che diverrà usuale durante tutta la dinastia; del tempio, detto Corte delle offerte di Ra, rimangono solamente poche tracce. Anche del suo tempio funerario, I luoghi di Userkaf sono puri, nei pressi della piramide a gradoni di Netjerykhet (Djoser), rimane ben poco essendo stato usato in epoca posteriore come cava di pietra.

  - erezione del primo tempio solare ad Abu Gurab.
- c. 2475 a.C. Ikun-Shamash primo re del secondo regno di Mari, che divenne di nuovo indipendente sottraendosi al dominio di Kish.
- c. 2471 a.C.
  - Antico Egitto: Nebkhau 31º faraone - (c.a. 2471 a.C. - 2458 a.C., secondo von Beckerath)- 2º della V Dinastia
    - Questo sovrano iniziò la costruzione di una nuova necropoli ad Abusir, pochi chilometri a nord di Saqqara. Anche sugli avvenimenti del suo regno, come per altri sovrani, si hanno poche notizie: la Pietra di Palermo riporta di missioni commerciali nella Terra del Turchese (probabilmente le cave dello Uadi Maghara nella penisola del Sinai) ed a Punt. Un graffitto in ricordo di una spedizione per pacificare i nomadi locali si trova appunto presso lo uadi Maghara, nel Sinai; anche nelle cave di diorite presso Abu Simbel è stata trovata una stele che porta il nome di Nebkhau. Anche Nebkhau, così come il suo predecessore, eresse un tempio solare, di cui non si sono trovate tracce, dal nome Possedimento di Ra

### 2470 a.C. - 2441 a.C.
- c. 2465 a.C. Akurgal 2º Re sumero di Lagash, fino al 2455.
- c. 2460 a.C. Baga-Damu re di Ebla
- c. 2458 a.C.
  - Antico Egitto:
    - Userkhau (Neferirkara) 32º faraone - (c.a. 2458 a.C. -2438 a.C., secondo von Beckerath)- 3º della V Dinastia
      - Il fatto che suoi templi funerari siano rimasti incompleti sembrerebbe indicare un regno abbastanza breve. Userkhau fu il primo sovrano ad introdurre, stabilmente, la quinta parte della titolatura ed a introdurre un secondo cartiglio. Il suo tempio solare, non ancora scoperto ma del quale è nota l'esistenza grazie ai papiri di Abu Sir, aveva come nome Luogo del cuore di Ra. Il tempio fu costruito da Washptah importante funzionario regale che ricopriva i ruoli di visir ed architetto. Nel corso del regno di questo sovrano si verificò un notevole rafforzamento della potenza delle grandi famiglie di corte.

    - Rafforzamento della potenza delle grandi famiglie di corte: matrimonio di Ti, capo degli acconciatori della residenza con la principessa Neferhetepes.
- c. 2455 a.C.
  - Mesopotamia:Egemonia di Lagash.Stele degli avvoltoi. Particolare con il volo degli avvoltoi.

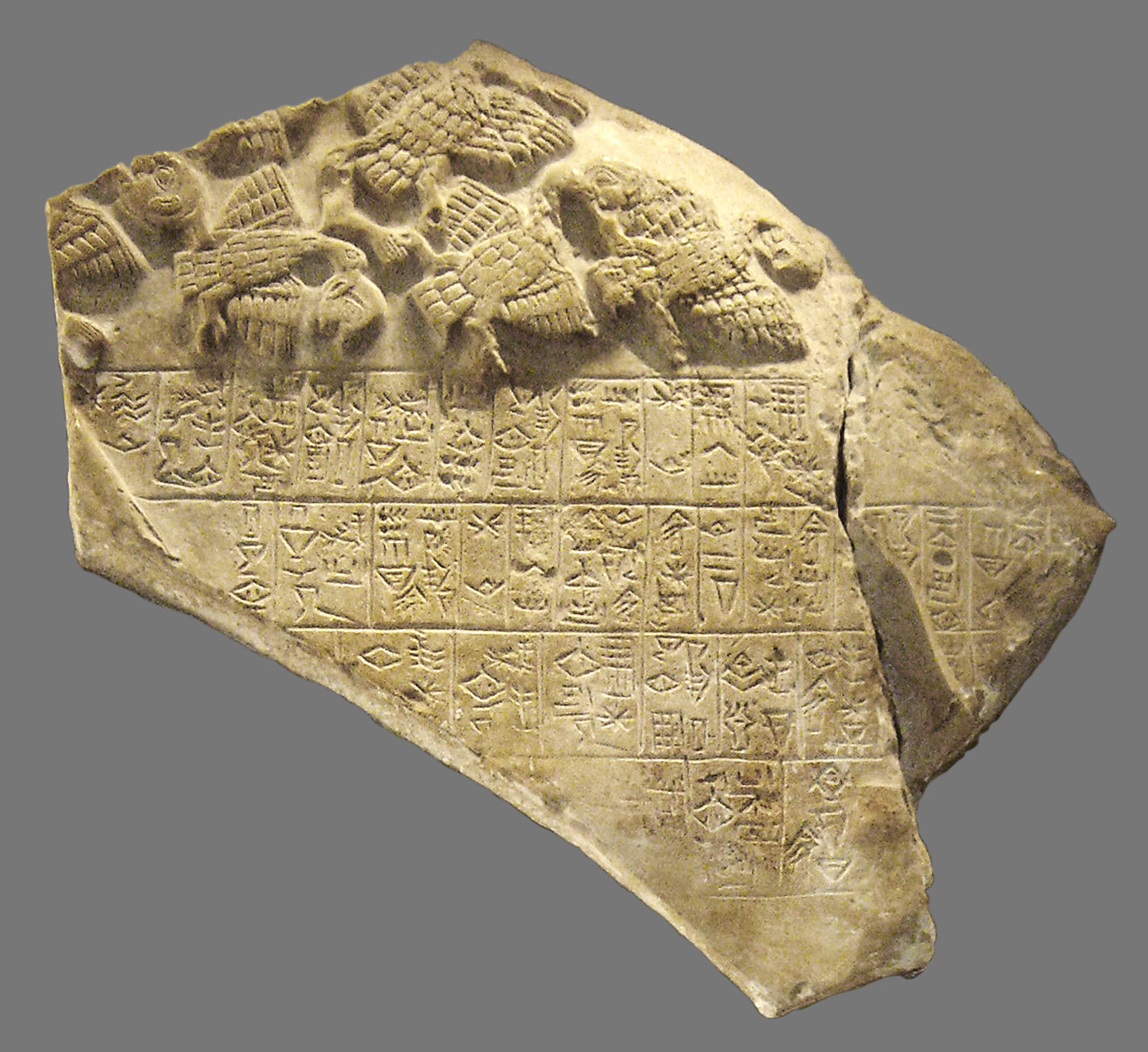
Stele degli avvoltoi. Particolare con il volo degli avvoltoi

    - Eannatum 3º Re sumero di Lagash (fino al 2425 a.C.)
      - Conquista di potenti città-stato come Akshak, Kish, Larsa, Nippur, Ur e Uruk. Eannatum rese tributarie anche alcune città siriane.

    - Ush Re sumero di Umma fino a circa il 2445 a.C. Scese in guerra contro Akurgal di Lagash che venne sconfitto e morì.
- c. 2455 a.C. - Enakalle Re sumero di Umma fino al 1425. Fu sconfitto in battaglia da Eannatum circa nel 2430 a.c.
- c. 2453 a.C. - Ikun-Shamagan (ca.2453 a.c.- ca.2423 a.c.), secondo re del secondo regno di Mari.

### 2440 a.C. - 2431 a.C.
- c.2440 Enar-Damu re di Ebla
- c. 2438 a.C.
  - Antico Egitto:
    - Shekemkhau (Shepseskara) 33º faraone - (c.a. 2438 a.C. -2431 a.C., secondo von Beckerath)- 4º della V DinastiaStele degli avvoltoi. Particolare con il re Eannatum alla testa del suo esercito

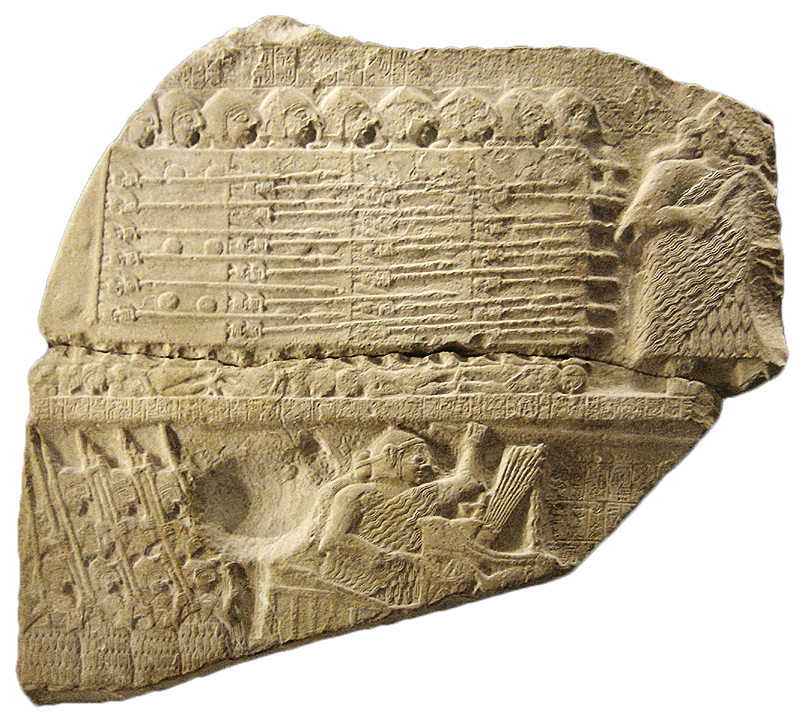
Stele degli avvoltoi. Particolare con il re Eannatum alla testa del suo esercito

      - A Shekemkhau viene attribuito un regno di sette anni ma la scarsezza di tracce archeologiche, si conosce solamente uno scarabeo proveniente dagli scavi di Abusir, fa pensare ad un regno decisamente più breve. La Pietra di Palermo riporta il nome del suo tempio solare Trono prediletto di Ra di cui però non si sono trovate tracce. Non si conosce la posizione del suo monumento funebre e neppure quella di tombe di funzionari a lui collegati.

    - Prime spedizioni egizie verso il Paese di Punt (attuale Somalia)

  - Primi contatti fra Egiziani i Fenici
- c. 2436 a.C.
  - Cina: Sale al trono in Cina il mitico Ku - (c.a. 2436 a.C. -2366 a.C.), il 4º dei 5 imperatori
    - Tra le conquiste culturali attribuite all'imperatore Ku vi è in particolare l'introduzione delle scuole; secondo antiche fonti cinesi, inoltre, ideò ebbe un importante ruolo nell'invenzione di vari strumenti musicali e composizioni tradizionali. È considerato anche il fondatore della poligamia in Cina ed infatti gli vengono attribuite almeno quattro mogli. Da una di loro, Changyi (常儀), Ku ebbe un figlio, Zhi, che divenne il suo successore, ma dopo nove anni cedette la reggenza a suo fratello Yao, la cui madre era Qingdu. Dalla terza moglie, Jiang Yuan, ebbe Houji, dalla quarta, Jiandi, Qi. Questi figli sono considerati rispettivamente i capostipiti delle dinastie Zhou e Shang.Per separare i suoi figli Ebo e Sichen (madri ignote), in perenne lotta tra loro, li proclamò dèi delle stelle Chen e Shen.
- c. 2431 a.C.
  - Antico Egitto: Neferkhau (Neferefra) 34º faraone - (c.a. 2431 a.C. -2420 a.C., secondo von Beckerath)- 5º della V Dinastia
    - Di questo sovrano non si conosceva quasi nulla fino a quando, tra il 1980 e il 1986, scavi effettuati dall'Università di Praga ad Abusir hanno riportato alla luce un magazzino contenente una ricca documentazione. A Neferkhau potrebbe essere attribuita una piramide incompleta nella necropoli di Abusir che si trova accanto a quella di Userkhau.Anche il suo tempio solare, Il cuore di Ra è nella gioia, non è stato ancora identificato.

### 2430 a.C. - 2401 a.C.
- c. 2430 a.C. Lugalure, Lugal di Uruk alleato di Eannatum di Lagash lo aiuta a sconfiggere Umma dopo che il suo re Enakalle divelse la stele di Mesilim, che segnava il confine fra Umma e Lagash, ed attaccò quest'ultima. La vittoria di Eannatum di Lagash venne celebrata con la costruzione della Stele degli avvoltoi, primo importante documento storico sumero. Umma, fu resa tributaria di Lagash.
- c. 2425 a.C.
  - Mesopotamia:Mesopotamia nel II millennio a.C.

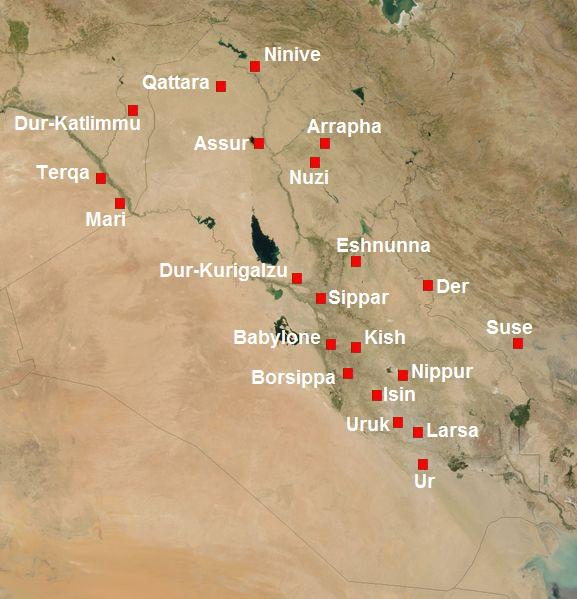
Mesopotamia nel II millennio a.C.

    - En-anna-tum I 4º Re sumero di Lagash
      - Durante il suo regno fronteggiò la rivolta di Umma, città tributaria di Lagash, che per due volte, prima con Ur-Lumma e poi con Illi, tentarono di liberarsi del dominio con due attacchi contro Lagash.

    - En-Shakansha-Ana Re di Uruk (II Dinastia di Uruk)
    - Urlumma Re di Umma
    - Imbi-ishtar Re di Kish (IV dinastia di Kish)

  - Vicino Oriente: Ikgrish-kahlam Re di Ebla. È il primo sovrano noto di questo regno che si contenderà il controllo del commercio fra Mesopotamia e Siria del nord con il regno di Mali
- c. 2423 a.C. Ansud terzo Re del secondo regno di Mari
- c. 2420 a.C.
  - Eshar-Malik re di Ebla
  - Antico Egitto: Setibtawy (Niuserra) 35º faraone - (c.a. 2420 a.C. -2389 a.C., secondo von Beckerath)- 6º della V Dinastia
    - Setibtawy fu, forse, il secondo figlio di Userkhau e di Khentkau (II). Del suo regno non sappiamo quasi nulla. Sulle pareti del suo tempio solare è riportata la notizia dello svolgimento della sua Heb Sed ossia la celebrazione dei venticinque anni di regno ma anche questo non è del tutto significativo in quanto talvolta questa celebrazione venne anticipata o celebrata postuma. L'unica iscrizione conosciuta di Setibtawy è stata trovata nel Sinai e celebra la sua vittoria sui nemici. Durante il suo regno continuarono i contatti commerciali con Biblo. La sua piramide si trova ad Abusir.

  - Costruzione del tempio solare meglio conservato, Shepepu-ib-re (Delizia di Ra), eretto ad Abu Gurab, un chilometro a nord di Abusir
  - Mesopotamia
    - Ili Re sumero di Umma
- c. 2418 a.C.
  - Mesopotamia
    - Shikashim-Luk I fonda la città di Illikk e ne diventa il primo re.
- c. 2416 a.C. - Sa'umu quarto re del secondo regno di Mari
- c. 2405 a.C.
  - Mesopotamia
  - Entemena 5º Re sumero di Lagash
    - Durante il suo regno confermò la supremazia di Lagash sulla Mesopotamia, sconfiggendo insieme a Lugal-kinishe-dudu di Uruk, successore di Enshakushanna e Ili di Umma.

### 2400 a.C. - 2371 a.C.
- c. 2400 a.C.
  - Europa Centrale: Kurgani dal Mar Nero verso l'Europa.
  - Ucraina: Cultura di Usatovo (Forse popolazioni Protosarmate) in (fino al 1250 a.C.).
  - Groenlandia: Cultura mesolitica Indipendenza I in Groenlandia centrale (fino a 1500 a.C.).
  - Mesopotamia: Išhtup-Išar quinto re della seconda dinastia della città di Mari. Kun-Damu re di Ebla.
- c. 2392 a.C.
  - Mesopotamia
    - Shikashim-Luk I conquista la città di Eshnanna e la distrugge, ma i suoi abitanti si spostano a nord fondando Mehoro.
- c. 2390 Ikun-Mari sesto re della seconda dinastia di Mari. Il suo nome si trova iscritto in una giara trovata a Mari. Probabilmente ebbe un regno molto breve.
- c. 2389 a.C.
  - Antico Egitto: Menkhau (Menkauhor) 36º faraone - (c.a. 2389 a.C. -2380 a.C., secondo von Beckerath)- 7º della V Dinastia.
    - Le informazioni sul regno di questo sovrano sono estremamente scarse al punto che, a parte la durata, dobbiamo ammettere di non conoscere altro. La circostanza che il culto di questo sovrano fosse ancora praticato a Saqqara durante il Nuovo Regno indica come non si sia trattato di un sovrano di scarsa importanza. Il suo tempio solare, Orizzonte di Ra, e la sua piramide, Sono divini i luoghi di Menkauhor, non sono ancora stati identificati, unico indizio è la citazione della sua piramide nel decreto di Dahshur ad opera di Pepi I fatto che porterebbe a collocare in questo sito la piramide di Menkhau. Oggetti recanti il nome di questo sovrano sono stati rinvenuti nella regione di Dorak in Anatolia.
- c. 2389 a.C.
  - Mesopotamia
    - Shikashim-Luk II 2º re di Illikk
- c. 2385 a.C.
  - Mesopotamia
    - Shikashim-Luk II ricostruisce la città di Eshnunna
    - Iblul-Il settimo re della seconda dinastia di Mari
- c. 2380 a.C.
  - Antico Egitto
    - Djedkhau (Djedkara) 37º faraone - (c.a. 2380 a.C. -2342 a.C., secondo von Beckerath)- 8º della V Dinastia
      - Durante il suo regno sembra esservi una diminuzione del potere centrale a favore dei governatori dei vari nomos, i cui nomi compaiono più frequentemente e le cui tombe attestano un aumento di disponibilità materiale. La circostanza che anche Djedkhau non costruisca un tempio solare porta ad ipotizzare che, dopo di Setibtawy, il culto di Ra abbia perso importanza, pur senza scomparire del tutto (una parte del nome di Djedkhau contiene ancora il riferimento a tale divinità). Il nome di Diedkhau sovrano compare nel Sinai (Uadi Maghara), nelle cave di diorite della Bassa Nubia, sulle rocce di Tomas, nella valle del Nilo, a mezza strada tra Assuan e lo Uadi Halfa e su un frammento di vaso di alabastro rinvenuto a Biblo. Baurdjeded, cancelliere del sovrano, ricorda, nella sua tomba, di aver riportato, per ordine di Djedkhau, un danzatore nano da Punt.

    - A questo periodo sono attribuiti i Papiri di Neferirkara, un insieme di frammenti di papiri amministrativi, di difficile lettura ed interpretazione, legati all'amministrazione del complesso funerario di Userkhau.

  - Mesopotamia
    - Gishshakidu-Barairnum Re sumero di Umma
- c. 2375 a.C.
  - Mesopotamia
    - Enannatum II 6º Re sumero di Lagash
    - Lugal-Kinishe-Dudu Re di Uruk (II dinastia di Uruk)

### 2370 a.C. - 2361 a.C.
- c. 2366 a.C. - Cina: Sale al trono in Cina il mitico Imperatore Zhi - (c.a. 2366 a.C. -2358 a.C.), il 5º dei 5 imperatori
- c. 2365 a.C.
  - Mesopotamia
    - Enetarzi 7º Re sumero di Lagash
    - Lugaltarzi Re di Uruk (II dinastia di Uruk)
    - Ukush Re di Umma
    - Puzursin Re di Kish (I Re della IV Dinastia di Kish)

  - Vicino Oriente: Ae-ennum Re di Ebla

### 2360 a.C. - 2351 a.C.
- c. 2360 Igriš-Ḫalab re di Ebla
- c. 2359 a.C.
  - Mesopotamia
    - Lugalanda 8º Re sumero di Lagash
- c. 2358 a.C. - Cina: Sale al trono in Cina il mitico Imperatore Yao - (ca. 2358 a.C. - 2255 a.C.), il 5º dei 5 imperatori
- c. 2355 a.C.
  - Mesopotamia
    - Ur-zubaba Re di Kish (IV dinastia di Kish) (II Re della IV Dinastia di Kish)
    - Lugalzagesi Re di Umma e Uruk, unico sovrano della (III dinastia di Uruk)

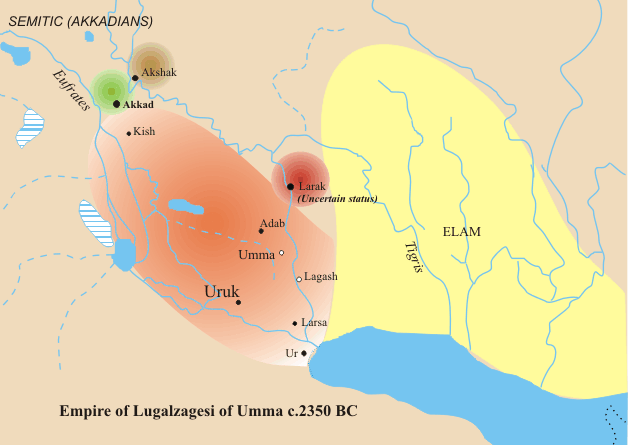
L'impero di Lugalzagesi.

      - Lugal-Zage-Si (2255 a.C.–2235 a.C.) era inizialmente re di Umma, ma poi sconfisse il re L'impero di Lugalzagesi.Urukagina di Lagash e riuscì con la forza e dopo immani spargimenti di sangue, seguiti dalla distruzione pressoché totale delle città appartenenti al principato di Lagash, a riunificare la Mesopotamia. Le sue atrocità sopravvissero in futuro nelle leggende sumeriche. Dette vita ad un vero e proprio impero nella Mesopotamia, annettendo le città-stato di Ur, Kish e Uruk, dove stabilì la sua capitale. Il suo impero comprendeva, inoltre, i territori dell'Elam e della Siria. Lugalzagesi, in una lunga iscrizione che ordinò fosse incisa su centinaia di vasi di pietra dedicati a En-Lil di Nippur, si vanta che il suo regno fosse esteso "dal mare Inferiore (golfo Persico), lungo il Tigri e l'Eufrate, fino al mare Superiore (Mediterraneo)".I suoi venticinque anni di regno, basati sul terrore e le uccisioni, avevano però creato il malcontento degli ensi di Sumer che accolsero come un liberatore il principe Sargon quando questi attaccò il re di Umma.
- c. 2351 a.C.
  - Mesopotamia: Urukagina 9º e ultimo Re sumero della I Dinastia di Lagash

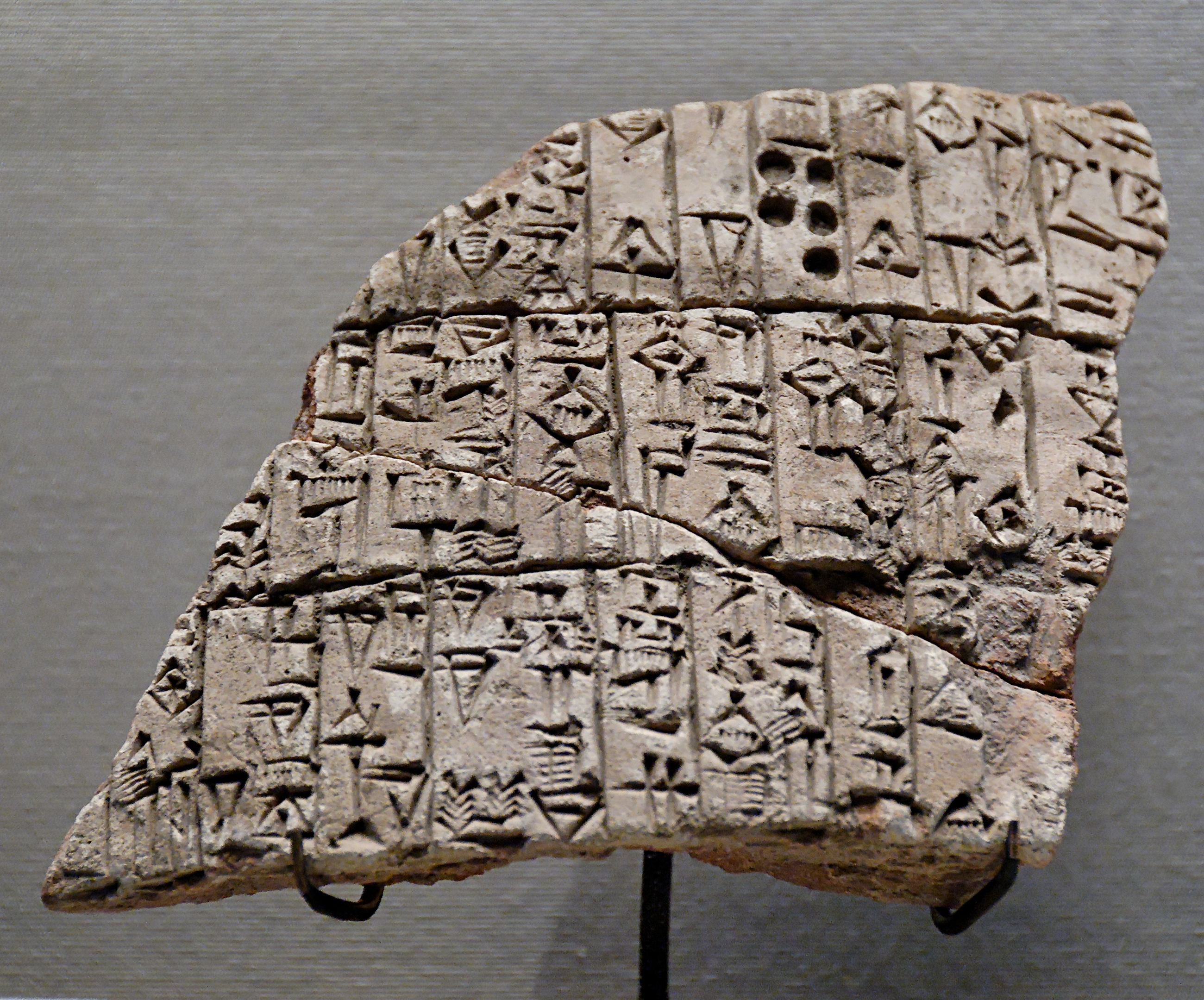
Frammento contenente iscrizione relativa a Urukagina, 2350 a.e.v. circa, trovata a Telloh (l'antica Girsu): «Egli [Urukagina] scavò […] il canale alla città-di-NINA. Al suo inizio, costruì Eninnu-(E-ninnu o Tempio-Ninnu); alla sua fine, edificò l'Esiraran.»

- -     - Sua moglie fu la regina Shagshag. Egli è famoso per le sue riforme contro la corruzione, che talvolta vengono citate come il primo esempio di codificazione giuridica. Sebbene il testo di tale codice non è giunto ai giorni nostri, i suoi contenuti potrebbero essere ripresi da altre fonti che si riferiscono ad esso. Il codice di Urukagina rendeva esenti da tassazione le vedove e gli orfani; obbligava la città di pagare le spese funebri (incluse le libagioni per il viaggio del morto nel mondo inferiore); e decretò che i ricchi dovessero usare l'argento nelle contrattazioni con i poveri, e se il povero non desiderava vendere, nessuno poteva forzarlo a farlo. Il suo codice è noto a causa del suo grande supporto alla situazione delle donne, un aiuto molto maggiore di quelli di codici più tardi, quali quello di Hammurabi, Lipit Ishtar, o quelli assiri o babilonesi. Egli partecipò anche a diversi conflitti, ad esempio un conflitto, che lo vide sconfitto, ai confini con Uruk. Durante il suo regno, Uruk cadde sotto la leadership di Lugal-Zage-Si, patesi di Umma, che sconfisse Urukagina, annesse Lagash, e stabilì un impero in Mesopotamia.

### 2350 a.C. - 2341 a.C.
- c. 2343 a.C. - Nizi ottavo re della seconda dinastia di Mari, regnò solo per 3 o 4 anni.
- c. 2342 a.C.
  - Mesopotamia
    - Shuìik-Luk I 3º re di Illikk
    - Lugalzagesi Diventa Re sumero di Uruk, Umma e Lagash e unifica la Mesopotamia: è l'ultimo Re Sumero prima dell'avvento dell'impero di Akkad.
    - Simudar Re di Kish, poi Usivitar, vassallo di Akkad (3º e 4º della IV dinastia di Kish)

  - Antico Egitto:
    - Waditawy (Unis) 38º faraone - (c.a. 2342 a.C. -2320 a.C., secondo von Beckerath)- 8º e Ultimo della V Dinastia
      - Sulla durata del suo regno le fonti sono abbastanza concordi nell'indicare 30-33 anni. Un monumento rinvenuto nell'isola di Elefantina potrebbe implicare un viaggio colà per ricevere l'omaggio dei capi nubiani. La rappresentazione di una giraffa su un rilievo e la presenza a Biblo di frammenti di vasi recanti il nome Unis confermano che anche durante il regno di questo sovrano l'Egitto mantiene rapporti commerciali sia con le zone più interne dell'Africa che con i paesi dell'area mediterranea.

    - Fine della V Dinastia
    - Comparsa dei Testi delle piramidi
      - Il complesso funerario di Waditawy, che si trova nella necropoli di Saqqara presenta, per la prima volta, le lunghe colonne di iscrizioni in geroglifico, con i simboli riempiti di colore azzurro, che sono note come Testi delle piramidi e che diventeranno comuni durante la VI dinastia.

### 2340 a.C. - 2331 a.C.
- c. 2340 a.C. - Enna-Dagan nono re della seconda dinastia di Mari. Regnò per soli 4 o 5 anni, scrisse una lettera al re di Ebla per esigere i tributi dovuti, in cui elencò le imprese di alcuni suoi predecessori. Per una strana coincidenza morì lo stesso anno del re eblaita Irkab-damu e del suo gran visir Arrukum nel 2036 a.C..
- c. 2336 a.C. 
  - Ikun-išar decimo re della seconda dinastia di Mari.
  - Išar-damu ultimo re dellaprima dinastia di Ebla.
- c. 2334 a.C.
  - Mesopotamia e Vicino Oriente:
    - Inizio della dominazione degli Accadi (popolazione semitica) in Mesopotamia
    - Nascita dell'Impero accadico in Mesopotamia e nel Vicino oriente
      - Il vasto impero di Sargon si estendeva dall'Elam fino al mar Mediterraneo, includendo la Mesopotamia e parti dell'Anatolia. Governò dalla sua nuova capitale, Akkad, situata sulla riva sinistra dell'Eufrate, tra Sippar e Kish. Il Semitico accadico divenne la lingua franca, lingua ufficiale delle iscrizioni in tutta la Mesopotamia e lingua di grande influenza molto oltre.Discendenti di Sargon

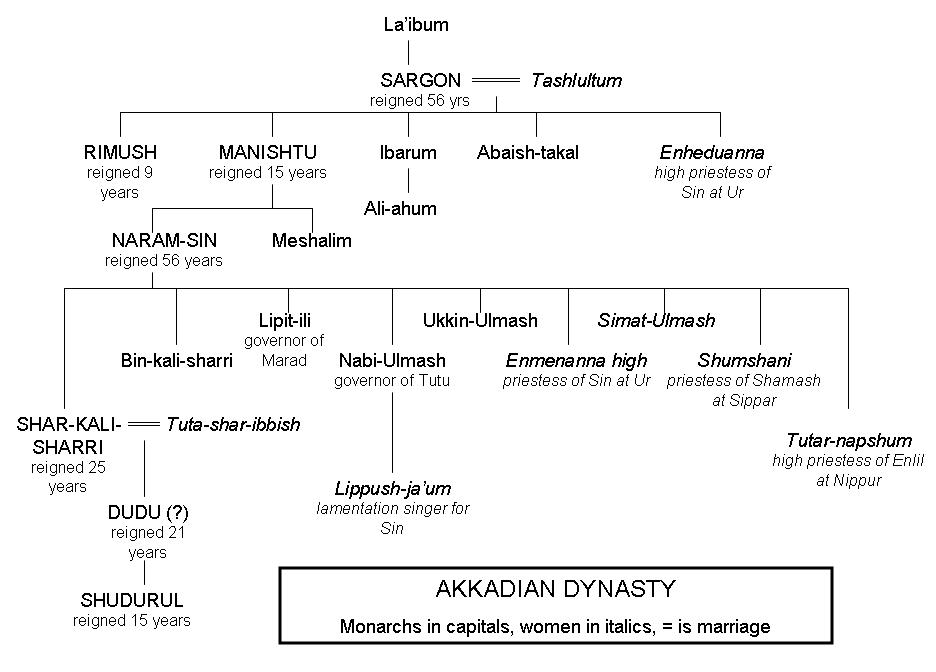
Discendenti di Sargon

    - Sargon di Akkad (2334 a.C. - 2279 a.C.) sale al trono
      - La storia dell'ascesa di Sargon al potere non è nota, le prime notizie si hanno con la cronaca della conquista di Uruk, dove regnava Lugalzagesi di Umma. Lugalzagesi, con cinquanta ensis sotto il suo comando, fu sconfitto, catturato e portato a Kish in un carcan ed esposto alle porte di Enlil. Quindi Sargon attaccò e sconfisse Ur, Lagash e Umma. Fece un gesto simbolico lavandosi le mani nel "mare inferiore" (Golfo Persico), per mostrare che aveva conquistato il Sumer nella sua interezza. I governatori scelti da Sargon per amministrare le principali città-stato del Sumer erano Accadici, non Sumeri. Il Semitico accadico divenne la lingua franca, lingua ufficiale delle iscrizioni in tutta la Mesopotamia e lingua di grande influenza molto oltre. Le istituzioni religiose precedenti del Sumer, già ben note e emulate dai semiti furono rispettate; sua figlia Enkheduanna, l'autrice di parecchi inni accadici, fu nominata sacerdotessa di Nanna la dea della luna di Ur. Egli stesso si fece chiamare "il sacerdote unto di Anu" e "grande ensi di Enlil".Sargon sconfisse i quattro capi dell'Elam, condotto dal re di Awan. Le loro città furono saccheggiate; i governatori, viceré e i re di Susa, Barhashe, e dei distretti vicini divennero vassalli di Akkad e la lingua accadica divenne la lingua ufficiale. Infatti cominciò, consciamente o no, la semitizzazione del Sumer che causò la sparizione del popolo sumerico, almeno come un'entità politica ed etnica identificabile. Sargon conquistò il Mari, Yarmut ed Ebla fino alla foresta del Libano (Amanus) e le montagne d'argento (Tauro). Le rotte commerciali furono assicurate e approvvigionamento di legname e metalli preziosi poterono con sicurezza navigare liberamente lungo l'Eufrate verso Akkad. Il testo conosciuto come "Epopea del Re della Battaglia" dipinge Sargon che avanza profondamente nel cuore dell'Asia Minore per proteggere i mercanti dalle esazioni del Re di Burushanda (Purshahanda). Viene anche scritto che Sargon attraversò il Mare dell'Ovest (Mar Mediterraneo) e finì a Cipro. Gli scrittori antichi videro Sargon come il re che disse: Ora, ogni re che vuole chiamarsi mio eguale, dovunque io andai, che ci vada. (Nougayrol 169). :In tarda età tutte le terre gli si rivoltarono ed essi assediarono l'Akkad. Ma Sargon andò avanti per combattere e li sconfisse; li abbatté e distrusse il loro vasto esercito. Più tardi Subartu nel loro potere attaccò, ma essi si sottomisero alle sue armi e Sargon stabilì le loro dimore e le colpì gravemente. (Re 1907, 3). La cronaca narra di un'altra sollevazione, anch'essa sfortunata, dei paesi settentrionali (Subartu) e di un sacrilegio che il re Sargon avrebbe commesso contro Babilonia. Dopo il sacrilegio una grave carestia distrusse il suo popolo e la sua tomba fu profanata.
- c. 2333 a.C.
  - Corea:
    - Secondo la tradizione, inizio del leggendario periodo di Dangun
    - Regno mitico di Gojoseon XI secolo a.C. nella regione nord-occidentale dell'attuale Corea, ricca di vegetazione e di conifere. Le prime nozioni su di esso sono scritte negli annali cinesi; ci si riferisce agli abitanti della penisola con il nome di Liaotung e a quelli della Corea settentrionale come Dong-yi ("barbari orientali"). Discendenti delle popolazioni originarie della Siberia, essi si insediarono nella penisola coreana dando vita alla prima forma di stato, anche se ancora di impronta tribale. Il fondatore dello stato di Gojoseon, Dangun, altri non è che il mitico progenitore della stirpe coreana, il quale sarebbe vissuto, secondo il mito di fondazione, intorno al 2333 a.C. Dangun ed i suoi successori avrebbero inaugurato quindi la prima era del Gojoseon, in un territorio non esplicitamente menzionato, ma che generalmente viene fatto coincidere approssimativamente con la Corea del Nord.

### 2330 a.C. - 2311 a.C.
- c. 2326 a.C.
  -     - Mesopotamia
    - Dopo un assedio di tre anni, Sargon di Akkad conquista Illikk ed Eshnanna, le distrugge ed uccide Shuìik-Luk I in duello
- c. 2322 a.C.
  - Antico Egitto: Sehoteptawy (Teti) 39º faraone - (c.a. 2320 a.C. - 2312 a.C., secondo von Beckerath)- 1º della VI Dinastia
    - Non conosciamo i motivi che stettero alla base del cambio di dinastia tra la V e la VI, anche se il nome Horo, Colui che pacifica le Due Terre, potrebbe far pensare ad un periodo di torbidi. È possibile, ed anche probabile, che la moglie principale di Sehoteptawy, Iput, fosse figlia dell'ultimo re della precedente dinastia ma non vi sono prove certe in questo senso. Come per altri sovrani il nome, ed i titoli, di Sehoteptawy si trovano a Biblo, a Punt, a Tomas, in Nubia a riprova della fitta rete di legami commerciali che legavano l'Egitto al resto del mondo. Durante il regno di questo sovrano si registrano notevoli cambiamenti negli equilibri tra le varie divinità, cambiamenti che possono significare nuovi equilibri politici tra le località ove era diffuso un certo culto. Il dio dinastico Horo perdette d'importanza nei confronti di divinità locali, fatto che potrebbe anche nascondere un ridotto potere centrale e l'inizio di quei fenomeni centrifughi che porteranno allo sfaldamento dell'antico regno. Secondo Manetone Sehoteptawy "... fu assassinato dalle sue guardie del corpo...", circostanza che potrebbe vedere la sua conferma nella circostanza che il successore non fu suo figlio bensì un sovrano praticamente sconosciuto. La sua piramide si trova nella necropoli di Saqqara a nord di quella di Irmaat.
- c. 2312 a.C.
  - Antico Egitto: Userkara 40º faraone - (c.a. 2312 a.C. - 2310 a.C., secondo von Beckerath)- 2º della VI Dinastia
    - Oltre alla lista di Abido il nome di Userkara ci è stato tramandato solamente da un paio di sigilli cilindrici e da un'iscrizione. Non si conosce alcun monumento funebre associato al suo nome. È possibile che Userkara abbia regnato, come usurpatore, per breve tempo, su alcune province del Basso Egitto mentre Pepi I, legittimo erede del padre, controllava il resto del paese. Secondo un'altra interpretazione dei pochi dati disponibili potrebbe essersi trattato di un reggente. Un'iscrizione ritrovata sulle rocce dello Uadi Hammamat riporta l'inizio dei lavori di costruzione della piramide Potenza di Ity, monumento funebre che viene associato appunto Userkara.

### 2310 a.C. - 2301 a.C.
- c. 2310 a.C.
  - MesopotamiaL'impero accadico alla sua massima espansione

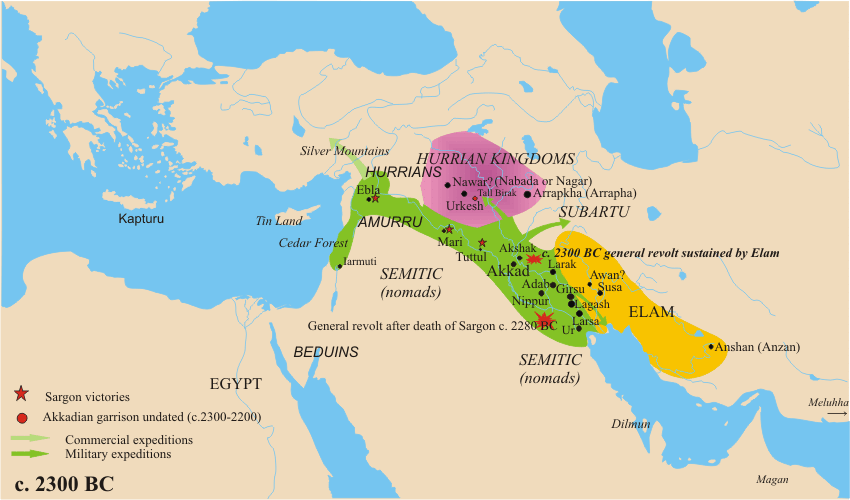
L'impero accadico alla sua massima espansione

    - Sollevazione sfortunata dei paesi settentrionali (Subartu) contro Sargon
    - Ishtarmuti Re di Kish, poi Ishmesamash, vassalli di Akkad (5º e 6º della IV dinastia di Kish)

  - Antico Egitto: Merytawy (Pepi I) 41º faraone - (c.a. 2310 a.C. -2260 a.C., secondo von Beckerath)- 3º della VI Dinastia
    - Merytawy fu figlio di Sehoteptawy e di Iput. Non è noto per quale motivo questo sovrano cambiò il nome Ra ad un certo punto del suo regno; salito al trono come Nefersahor trasformò poi il nome in Meryra. Il Canone Reale gli attribuisce un regno di venti anni contro i 53 riportati da Manetone. Il dato archeologico più alto è un'incisione datata al venticinquesimo computo del bestiame. Essendo questo, di norma, biennale sembra essere confermato il dato di Manetone. È possibile che questo sovrano abbia iniziato a contare i suoi anni di regno dalla morte del padre, ignorando Userkara. A questo sovrano è attribuibile un serio tentativo di rinsaldare l'autorità del governo centrale in contrapposizione con le tendenze centrifughe che andavano accentuandosi e che porteranno alla crisi entro pochi decenni. Ancora in epoca Tolemaica Merytawy è ricordato ed il suo culto ancora vivo. È possibile che negli ultimi anni del suo regno abbia associato al trono il figlio Merenra. Ebbe come regine Ankhesenpepi (I), madre del successore Ankhkhau, e Ankhesepepi (II) madre di NetjerkhauIl suo complesso tombale situato a Saqqara, detto | mn · n | nfr | Men-Nefer (Monumento perfetto) dette probabilmente il nome alla città di Menfi.
- c. 2305 a.C.
  - Mesopotamia: Nanna Ultimo Re di Kish vassallo di Akkad (7º e Ultimo della IV dinastia di Kish)
- c. 2304 a.C. Vicino Oriente: Ḫidar undicesimo e penultimo re della seconda dinastia di Mari.

### 2300 a.C. - 2261 a.C.
- c. 2300 a.C.
  - Mesopotamia: Rapporti commerciali fra Sumeri e Cultura Magan (Oman)
    - 'Magan era un'antica regione così denominata da alcuni documenti Sumeri cuneiformi risalenti al 2300 a.C. e commerciava con i Sumeri stessi e la Civiltà della valle dell'Indo fornendo loro minerali come rame e diorite, e che decadde presumibilmente intorno al 1700 a.C., con la decadenza della civiltà della valle dell'Indo, alla quale era legata da rapporti commerciali.

  - Oman: Apogeo della Cultura Magan
    - La precisa localizzazione non è tuttora conosciuta con certezza, ma molti archeologi e geologi concordano nell'indicare una parte dell'attuale Oman.[13], nel sud della Penisola Arabica. Altri archeologi indicano la regione dello Yemen conosciuta come Ma'in[14], altri il sud dell'Alto Egitto, altri la Nubia o il Sudan, e altri ancora parti dell'attuale Iran o Pakistan.[15]. Ranajit Pal afferma che l'Oman e l'adiacente parte dell'Iran, al di là del golfo, era il Magan. In questo caso il leggendario Re Manium di Magan che, secondo Poebel, era conosciuto come Mannu, era il famoso Manu, citato nel sacro testo Indiano Rigveda. Il nome Oman può derivare da Ooumi Manu, uno dei vari Manu. Pal anche afferma che Magan era l'antica Magadha citata nei testi Indiani.[16]. Con la scomparsa dei commerci con la Civiltà della valle dell'Indo, il rame del Magan fu rimpiazzato, dai Babilonesi, con il rame importato da Cipro. Il commercio era frequente fra Magan and Ur durante il regno dei Gutei. Dopo la loro caduta, Urnammu di Ur riprese le attività e i commerci fra le due nazioni (c. 2100 a.C.).[17]

  - Antica Grecia: Periodo Protoelladico III in Grecia (fino al 1850 a.C.)
  - Asia Centrale: Cultura del bronzo di Andronovo (fino al 1500 a.C.) - Popolazioni (forse indoeuropee) stanziali di agricoltori
- c. 2290 a.C. Mesopotamia e Vicino Oriente: Distruzione di Mari a opera di Sargon, Re degli Accadi - Sargon conquistò il Mari, Yarmut ed Ebla fino alla foresta del Libano (Amanus), a Cipro e le montagne d'argento (Tauro) in Anatolia.
- c. 2279 a.C.
  - Mesopotamia e Vicino Oriente: Rimush (2279 a.C. - 2269 a.C.) 2º Re di Akkad
    - Sale al trono pur essendo il secondogenito al posto del fratello Manishtushu. Probabilmente venne assassinato dai sostenitori del fratello che gli succedette sul trono
- c. 2269 a.C.
  - Mesopotamia e Vicino Oriente: Manishtushu (2269 a.C. - 2255 a.C.) 3º Re di Akkad dopo una congiura
    - Il suo fu regno di pace e tranquillità e ciò è deducibile dal fatto che egli poté allontanarsi molto dalla città di Akkad e affrontare delle spedizioni sia nell'Elam che nel Golfo Persico. Quest'ultima spedizione è stata confermata dal ritrovamento di "tombe" di circa 180 uomini che sono stati uccisi in modo violento ma comunque sepolti in modo ordinato. Abbandonò il titolo di "Re di Akkad" e prese il nome di lugal-kiš, da interpretare come "re della totalità"

### 2260 a.C. - 2251 a.C.
- c. 2260 a.C.
  - Antico Egitto: Ankhkhau (Merenra I) 41º faraone- (c.a. 2260 a.C. -2254 a.C., secondo von Beckerath)- 4º della VI Dinastia
    - Dal punto di vista archeologico conosciamo, come data più alta, l'anno seguente al quinto computo del bestiame, ossia l'anno dieci di regno. Tenendo conto che, con molta probabilità, Ankhkhau fu associato al trono col padre Merytawy per alcuni anni, la maggior parte degli studiosi è propensa ad attribuirgli un regno autonomo di circa cinque anni. A riprova di quanto detto va rilevato come i monumenti funebri di questo sovrano presentano evidenti tracce di un affrettato completamento, fatto dovuto ad un loro utilizzo ben prima del previsto. All'interno della sua piramide è stato ritrovato il corpo di un giovane presentante ancora l'acconciatura con ciocca laterale tipica dell'adolescenza. In un primo tempo è stato affermato trattarsi di una sepoltura posteriore non precedente alla XVIII dinastia, ma ora alcuni studiosi tendono a rivedere tale ipotesi. Se il corpo appartiene veramente ad Ankhkhau si tratterebbe della mummia regale più antica giunta fino a noi.
- c. 2255 a.C.
  - Mesopotamia e Vicino Oriente: Naram-Sin (2255 a.C. - 2219 a.C.) 4º Re di Akkad
    - Sotto la sua guida l'Impero accadico raggiunse il suo apice. Fu il primo re della Mesopotamia a proclamarsi divino. Commerciò con la Civiltà della valle dell'Indo e controllò una vasta porzione di territorio lungo il Golfo Persico. Espanse il suo impero sconfiggendo il re di Magan al limite meridionale del golfo e conquistando le tribù delle colline nelle montagne del Tauro. Costruì centri amministrativi a Ninive e Nagar.
    - Primo riferimento a popolazioni aramee in Siria

  - Cina: Sale al trono il mitico Imperatore Shun (2255 a.C. - 2195 a.C.)

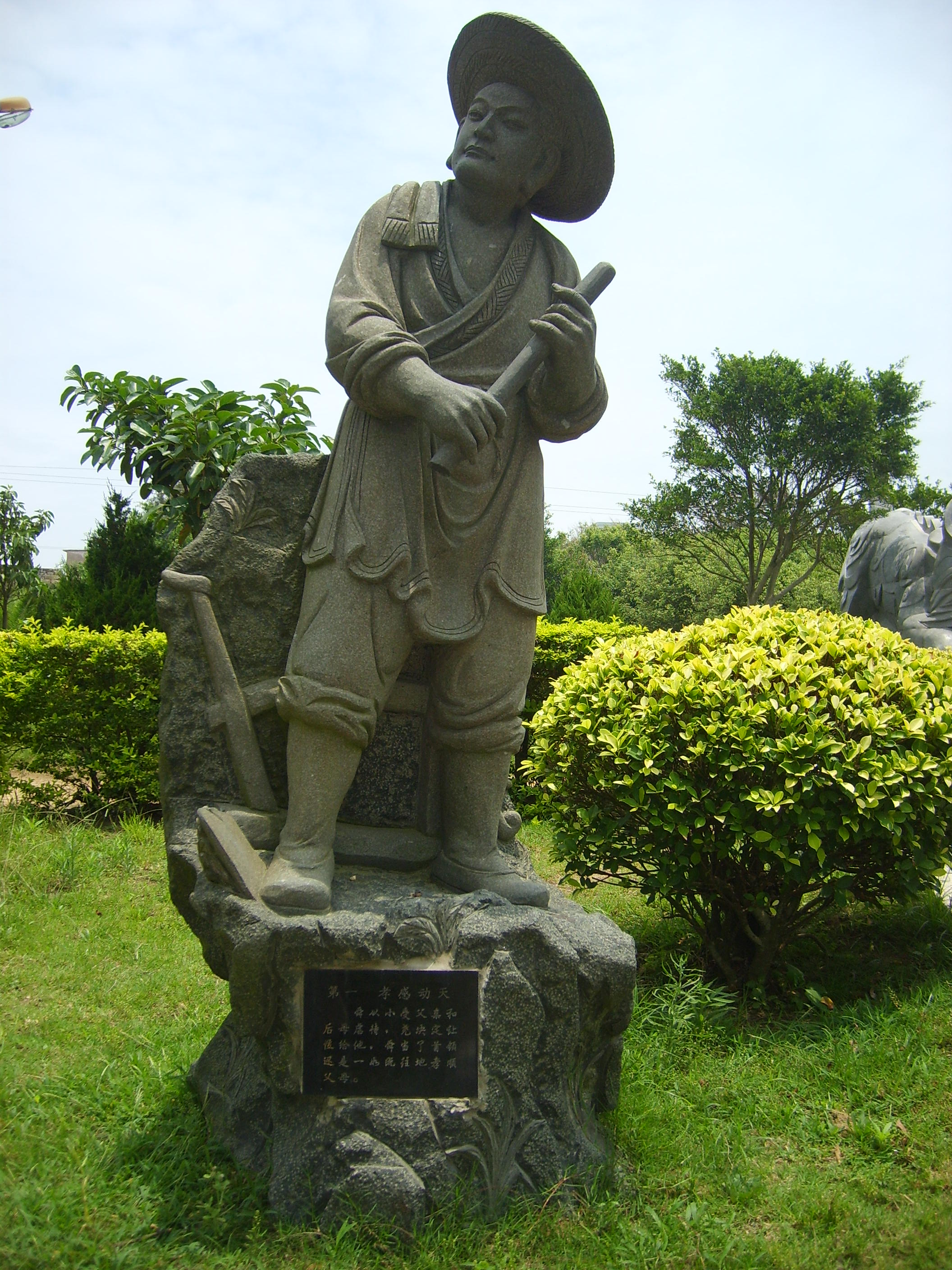
Statua dell'imperatore Shun

    - regnò 30 anni affiancando l'imperatore Yao poi ricevette il mantello regale a 53 anni e morì all'età di 100 anni dopo aver ceduto il trono a Yǔ che sarà il primo imperatore e fondatore della dinastia Xia. Statua dell'imperatore ShunDurante il regno di Shun la capitale fu Puban (蒲阪). Nella mitologia cinese l'imperatore Shun rappresenta gli arbori di un sentimento nazionale unitario cinese avendo egli contribuito a diffondere alcuni principi legali e religiosi, ma soprattutto certe tecniche agricole (come quella della coltivazione del the). È l'ultimo imperatore dei Cinque Imperatori prima della dinastia Xia.
- c. 2254 a.C.
  - Antico Egitto: Netjerkhau (Pepi II) 42º faraone- (c.a. 2254 a.C. -2194 a.C., secondo von Beckerath)- 5º della VI Dinastia)
    - Netjerkhau fu figlio di Merytawy e della regina Ankhenesmerira e fratellastro del suo predecessore Ankhkhau, sposò la sua sorellastra Neith e Iput II, figlia di suo fratello. Sulla effettiva durata del suo regno, forse il più lungo di tutta la storia dell'antico Egitto, vi sono pareri discordanti; Manetone gli attribuisce 94 anni di regno, il Canone Reale ne riporta 90 mentre la data più alta conosciuta con sicurezza si riferisce al trentunesimo computo del bestiame (anno 62). Il Guinnes World Record 2006 pone l'inizio del suo regno nel 2281 a.C. Quello che è sicuro è che Netjerkhau salì al trono ancora bambino, probabilmente all'età di sei anni, e rimase, fino alla maturità, sotto la tutela della madre e del fratello Djau. Il processo centrifugo iniziatosi sotto il governo dei suoi predecessori si accelerò durante il suo regno, i distretti sempre di più tesero all'autonomia, giungendo a frantumare l'unitarietà dello stato e quindi, anche se vi furono ancora alcuni sovrani classificati nella VI dinastia, è possibile dire che con Netjerkhau finisce il periodo storico conosciuto come Antico Regno. Benché i contatti commerciali con Biblo continuino durante il suo regno altre vie come quelle verso Punt sembrano interrompersi. Il complesso funerario di Netjerkhau si trova a Saqqara ed è considerato uno dei più belli della dinastia, un vero canto del cigno dell'arte del regno antico. Il regno di Netjerkhau è ritenuto da molti il più lungo della Storia.

### 2250 a.C. - 2201 a.C.
- c. 2250 a.C.
  - Antica Grecia: Periodo di Troia III fino al 2050 a.C.
    - Distruzione di Troia per un incendio

  - Pamba, capo tribù di Kuššara, e Zipani di Kaneš primi re degli Ittiti di cui sia giunta documentazione. Il loro nome è ricordato in un resoconto da Naram-Sin su una battaglia contro un'alleanza di diciassette sovrani.
- c. 2226 a.C.
  - Vicino Oriente: Ibi-sipish Re di Ebla e il suo successore Dubukhu-ada si ribellano a Naram-Sin Re di Akkad, guerra conclusasi con la completa vittoria di Akkad ed la seconda distruzione di Ebla
- c. 2223 a.C. Cina: L'Imperatore Shun cede il comando dell'esercito imperiale al futuro imperatore Yǔ.
- c. 2220 a.C. Cina: Su ordine dell'Imperatore Shun ordina a Yǔ di inviare truppe contro gli Youmiao (有苗) (una popolazione bellicosa dell'attuale Vietnam che vivono presso il fiume Yangzi[18]) e che verranno sottomessi.
- c. 2219 a.C.
  - Mesopotamia: Shar-Kali-Sharri 5º Re di Akkad (2219 a.C. - 2194 a.C.) e ultimo discendente di Sargon sul trono accadico.
    - Durante il suo regno vi furono numerose ribellioni ed invasioni (invasioni di Gutei da est e Amorrei da nord, perdita di Elam, ribellioni città sumere). Progressivo indebolimento dell'impero accadico.
- c. 2205 a.C.
  - Persia: Puzur-ishushinak Re di Elam ottiene da Shar-Kali-Sharri Re di Akkad l'indipendenza e il titolo di Re delle quattro regioni.

### 2200 a.C. - 2195 a.C.
- c. 2200 a.C.
  - Mesopotamia: IV dinastia di Uruk
    - Urnigin, Urgigir, Kuda, Puzurili, Urutu

  - Antico Egitto: Inizio dei rapporti commerciali fra la civiltà dell'Antico Egitto e la Civiltà Minoica
  - Armenia: Cultura calcolitica di Trialeti (fino al 1500 a.C.)
- c. 2195 a.C.
  - Cina
  - Inizio della Dinastia Xia (2195 a.C.-1675 a.C.)

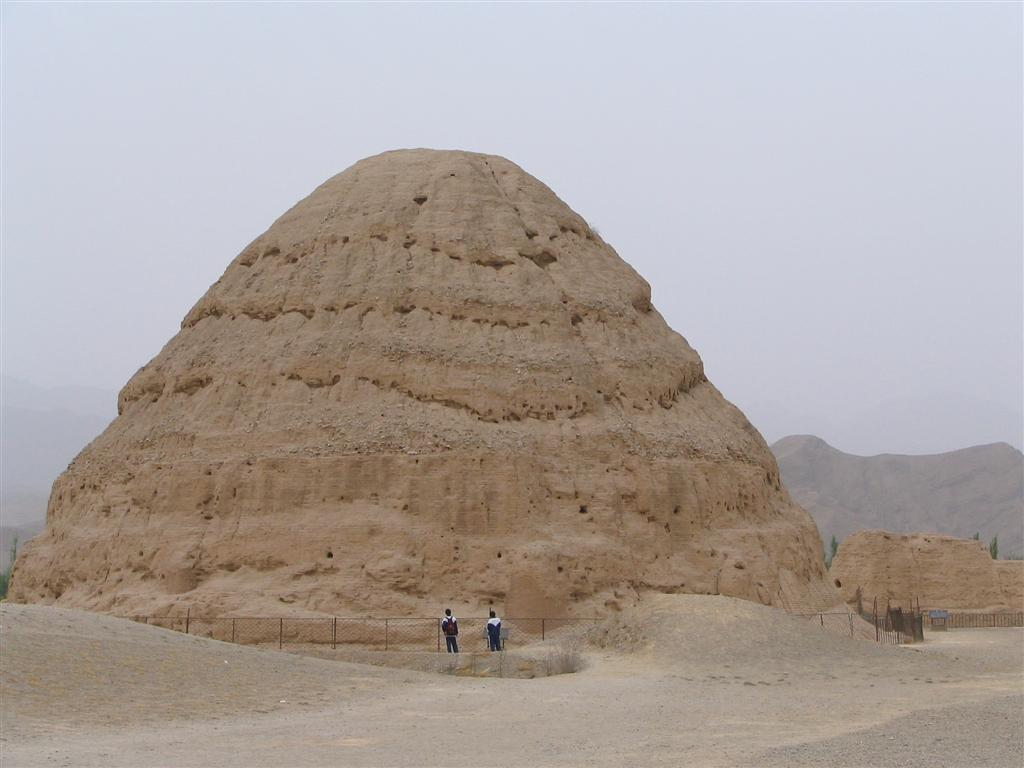
Tomba della dinastia Xia.

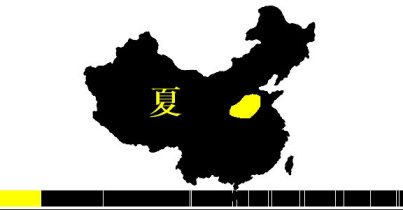
Espansione massima del territorio della dinastia Xia.

    - Finché gli scavi scientifici non furono eseguiti sui siti della prima età del bronzo a Erlitou, nella provincia di Henan, è stato difficile separare il mito dalla realtà in merito all'esistenza della dinastia Xia. Da allora archeologi hanno ritrovato siti urbani, Tomba della dinastia Xia.corredi bronzei e tombe che congetturano la possibile esistenza della dinastia Xia in luoghi citati in antichi testi storici cinesi. La maggior parte degli archeologi cinesi identificano la cultura di Erlitou come l'unico sito della dinastia Xia, mentre la maggior parte degli archeologi occidentali non sono convinti del nesso esistente tra la cultura Erlitou e la dinastia Xia. Come minimo il periodo Xia contrappose uno stadio evolutivo tra il tardo neolitico e la tipica civiltà urbana della dinastia Shang. La tecnologia agricola migliorò drasticamente con l'invenzione della viticoltura e il miglioramento dell'allevamento dei cavalli, Nella dinastia Xia si usavano bighe. La dinastia Xia restaurò la monarchia ereditaria trasmessa dal tempo del leggendario imperatore giallo e cominciò un periodo di controllo familiare o dei clan su ogni questione nazionale (家天下). Inoltre fu proprio durante questo periodo che la civiltà cinese sviluppò una struttura di governo che impiegava sia un governo civile benevolente (文治) che punizioni severe per trasgressioni legali (刑罰). Da questa forma primitiva nacquero i primi codici legali cinesi. Si pensa che la dinastia Xia abbia compreso un territorio che si estendeva ad est delle province di Henan, Shandong e Hebei e ad ovest di Henan e Shanxi. Da nord a sud si Espansione massima del territorio della dinastia Xia.estendeva da Hebei a Hubei. Nel 1959, venne riportato alla luce un sito nella località di Yanshi; esso conteneva grandi palazzi e sembra che fosse la capitale della dinastia Xia. I metodi di datazione al carbonio collocano il sito tra il 2100 a.C. e il 1800 a.C., portando prove inconfutabili dell'esistenza della dinastia. Jie, l'ultimo sovrano, viene ritenuto un re corrotto. Fu detronizzato da Tang, il capo degli Shang dell'est.

  - Sale al trono in Cina il mitico Imperatore Yǔ il Grande, (2195 a.C.-2149 a.C.), il 1º Dinastia Xia

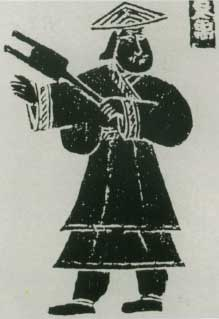
Yu il grande, capo della lotta contro il diluvio

    - Yǔ (禹), Cognome Sì (姒), Nome Wénmìng (文命), o Yǔ il grande (大禹), Xià Yǔ (夏禹), Róng Yǔ (戎禹) (* ? a.C. † 2149 a.C.) regnò secondo la leggenda come primo re della dinastia Xia (secondo altre fonti era il capo di una lega di tribù o il padre del primo re Qi) per 45 anni sulla Cina. Yu il grande, capo della lotta contro il diluvioIl padre di Yu, Gun (鯀), fu incaricato da Yao (堯) di regolare le piene, ma ebbe un tale insuccesso nel suo tentativo che fu giustiziato dal successivo governante Shun (舜). Scelto come successore di suo padre, Yu cominciò a dragare nuovi canali fluviali come vie di deflusso, impiegando per questo lavoro tredici massacranti anni e quasi 20.000 operai. Per questa impresa, Yu viene ricordato come esempio di temperanza e determinazione. Viene venerato come l'amministratore perfetto. Le storie sui suoi lavori nelle tecniche idromeccaniche lo hanno assurto ad una tale importanza che in tredici passò tre volte da casa sua ma non vi entrò mai - sostenendo che una riunione con la famiglia gli avrebbe richiesto troppo tempo e sforzo mentale e quindi lo avrebbe distolto dai problemi di controllo delle piene. Shun fu così impressionato dagli sforzi di Yu che cedette il trono a lui anziché al figlio. Secondo testi storici, Yu morì sul monte Kuaiji (a sud dell'attuale Shaoxing) mentre si trovava in battuta di caccia sulla frontiera meridionale dell'impero e ivi venne sepolto, dove venne costruito un mausoleo in suo onore. Una serie di imperatori di epoca imperiale si sarebbero recati qui per celebrare cerimonie in suo onore, tra cui Qin Shi Huang. Un tempio, Dayu Ling (大禹陵), è stato costruito sul luogo in cui venivano effettuate le cerimonie. Prima dei tempi di Yu, il titolo di imperatore veniva passato alla persona successiva considerata più virtuosa da tutta la comunità, anziché di padre in figlio. Tuttavia il figlio di Yu, Qi (啟), si dimostrò molto abile e venne scelto come sovrano successivo, contrassegnando così l'inizio della nuova dinastia Xia (夏, la prima dinastia cinese). Questo costituì il precedente per la successione ereditaria in Cina.

### 2194 a.C. - 2191 a.C.
- c. 2194 a.C.
  - Mesopotamia:Periodo dei Quattro re di Akkad (2194 a.C. - 2191 a.C.)
    - Nanum, Igigi, Imi (Re), Elulu 4 Re in Akkad per 3 anni: periodo di caos dopo la morte di Šar-kali-šarrī

  - Antico Egitto: Merenra II (Nekerkara) 43º faraone- (c.a. 2194 a.C. -2193 a.C., secondo von Beckerath)- 6º della VI Dinastia)
    - Figlio di Netjerkhau ed della regina Neith, Merenra Djefaemsaf salì al trono probabilmente in età già avanzata a causa del lungo regno del padre. Del suo breve regno non si conosce praticamente nulla se non che la tendenza centrifuga dei nomarchi dell'Alto Egitto si rafforzò ulteriormente. L'indebolimento del potere centrale permise ai beduini del Sinai di riprendere le loro scorrerie nelle terre del delta del Nilo. Lo storico greco Erodoto riporta[19] la tradizione che vorrebbe questo sovrano spodestato ed ucciso da una congiura di palazzo organizzata da un gruppo di nobili che poi sarebbero stati eliminati a loro volta da Nitocris identificabile con la sorellastra di Merenra Nitokerty che gli succedette sul trono
- c. 2193 a.C.
  - Antico Egitto: Nitokerty (Nitocris) 44º faraona - (c.a. 2193 a.C. -2191 a.C., secondo von Beckerath)- 7º della VI Dinastia)
    - Nitokerty è il primo sovrano di sesso femminile attestato con relativa sicurezza nella storia egizia. Forse figlia di Pepi I e sorellastra di Merenre II non sappiamo come sia giunta al trono, per matrimonio o assumendo direttamente le prerogative reali. Di lei scrive Sesto Africano  ... la più bella e la più nobile delle donne del suo tempo, di carnagione chiara e con le guance rosate, che innalzò la terza piramide..... L'ultima affermazione, considerata errata dagli studiosi, è legata ad una tradizione posteriore che le attribuisce lavori di restauro della piramide di Micerino.
- c. 2191 a.C.
  - Mesopotamia
    - Dudu (2191 a.C. - 2173 a.C.) Penultimo Re di Akkad - Riuscì a conquistare il potere dopo i 3 anni della tetrarchia.

  - Antico Egitto
    - Neferka 45º faraone - (c.a. 2191 a.C. -2189 a.C., secondo von Beckerath)- 8º della VI Dinastia)
      - La presenza del glifo determinativo dopo il cartiglio con il nome che significa bambino fa ritenere che si sia trattato di un sovrano fittizio.La fine del Regno Antico segnò lo sfaldamento del potere centrale in favore dei nomarchi (governatori provinciali). È quindi possibile che questo, come altri sovrani coevi, abbiano regnato contemporaneamente su diverse porzioni dell'Egitto, e che quindi sia probabile che questo sovrano abbia regnato contemporaneamente ad altri.

### 2190 a.C. - 2186 a.C.
- c. 2189 a.C.
  - Antico Egitto
    - Nefer 46º faraone - (c.a. 2189 a.C., secondo von Beckerath)- 9º della VI Dinastia)
      - La sua collocazione, al termine del regno antico, autorizza a ritenere che il suo potere sia stato limitato solo ad alcune regioni dell'Egitto

    - Ibi (faraone) 47º faraone - (c.a. 2189 a.C. -2185 a.C., secondo von Beckerath)- 10º della VI Dinastia)
      - Questo sovrano è citato solamente nel Canone Reale. Dal punto di vista archeologico rimane solamente una piccola piramide in cattivo stato di conservazione ed un graffito sulle rocce presso Tumas in Nubia.

    - Fine della VI Dinastia e dell'Antico Regno dell'Egitto

### 2185 a.C.
- Antico Egitto
  - Inizio del Primo periodo intermedio dell'Egitto (2185 a.C. - 2054 a.C.)
    - Il Primo periodo intermedio copre gli anni della storia egiziana che, indicativamente, vanno all'incirca dal XXII secolo a.C. al XXI secolo a.C. e comprende le dinastie dei sovrani dell'antico Egitto VII, VIII, IX e X. Si trattò di una fase di sfaldamento del potere centrale a favore dei governatori provinciali, i nomarchi. Il primo periodo intermedio può essere suddiviso in tre fasi:
      - VII e VIII dinastia: (2185 a.C. - 2160 a.C.) Sfaldamento completo dello stato unitario. La capitale Menfi perde la sua importanza.
      - IX dinastia: (2160 a.C. - 2120 a.C.) si forma un nuovo centro di aggregazione intorno alla capitale del XX distretto (Alto Egitto), Ha-Ninsu/Eracleopoli (Heracleopolis Magna in greco; nome attuale Ihnasya el-Medina).
      - X dinastia: (2120 a.C. - 2040 a.C.) ai sovrani della dinastia "eracleopolitana" si oppongono i principi di Tebe che gettano le basi per la riunificazione dell'Egitto in quello che viene chiamato Regno Medio

  - VII dinastia egizia (forse 70-75gg.) - Dinastia spuria, inesistente
    - La maggior parte degli studiosi è ormai concorde nel considerare questa dinastia spuria, ossia inesistente. La suddivisione in dinastie è dovuta principalmente all'opera di Manetone che pur avendo probabilmente a disposizione maggiori documenti, rispetto a noi, scrive circa duemila anni dopo gli eventi descritti. Sesto Africano, uno degli epitomatori di Manetone, riporta la laconica frase:...settanta re di Menfi che regnarono per settanta giorni. Eusebio di Cesarea più prudentemente cita: ... cinque re di Menfi che regnarono per 75 giorni. Le liste reali di Abido e Saqqara non riportano alcun nome (Saqqara "salta" addirittura tutto il periodo intermedio passando ai sovrani della XI dinastia). Il Canone Reale, pur molto frammentario in questa parte, sembrerebbe riportare 5 nomi che potrebbero essere i cinque sovrani citati da Eusebio ma non vi sono altre prove e quindi l'ipotesi non può essere avvalorata. Le fonti archeologiche tacciono completamente.

  - VIII dinastia egizia - 17 Faraoni 48º-64º (2185 a.C. - 2160 a.C.)
    - Netjerkara, Menkara, Neferkara II, Neferkara Nebi, Djedkara Shemai, Neferkara Khendu, Merenhor, Sneferka, Nekara, Neferkara Tereru, Neferkahor, Neferkara Pepiseneb, Sneferka Aanu, Kakaura, Neferkaura, Neferkauhor Khu Hepu, Neferirkara)
    - I reperti archeologici sono quasi del tutto assenti. Menfi è ancora nominalmente la capitale anche se probabilmente la capitale amministrativa si trovava ad Abido. I potenti principi di Ha-Ninsu (Heracleopolis) governano il ricco XX distretto dell'Alto Egitto pur dichiarandosi sudditi dei sovrani menfiti. Anche i principi di Tebe sono ancora, almeno nominalmente, sottoposti a Menfi. In molte regioni del Basso Egitto, l'opera Le lamentazioni di Ipuwer, riferisce di non ben identificati asiatici che spadroneggiano sugli egiziani. Figura particolarmente potente del periodo è Shemai, visir, governatore dell'Alto Egitto e Capo della Testa del sud, ossia dei sette distretti più meridionali. Il suo nome, e quello di membri della sua famiglia ricorre nei Decreti di Coptos. Questi testi, emanati da alcuni sovrani della VIII dinastia, riferiscono di privilegi che i sovrani menfiti riconoscono a Shemai per garantirsene la fedeltà.

### 2184 a.C. - 2151 a.C.
- c. 2173 a.C.
  - Mesopotamia
    - Shu-turul (2173 a.C. - 2172 a.C.) ultimo Re di Akkad: Akkad venne conquistata dai Gutei e la capitale dell'impero si spostò a Uruk.
- c. 2172 a.C.
  - Mesopotamia: Inizio della dominazione Gutea (2172 a.C. - 2119 a.C.)
    - Regnarono con 13 Re (Iarlagab (ca. 2172 – ca. 2157), Ibate (ca. 2157 – ca. 2154), Iarlangab (ca. 2154 – ca. 2151), Kurum (ca. 2151 – ca. 2150), Chabilkin (ca. 2150 – ca. 2147), La-erabum (ca. 2147 – ca. 2145), Irarum (ca. 2145 – ca. 2143), Ibranum (ca. 2143 – ca. 2142), Chablum (ca. 2142 – ca. 2140), Puzurschin (ca. 2140 – ca. 2133), Iarlaganda (ca. 2133 – ca. 2127), Schi-um (ca. 2127 – ca. 2120), Tirigan (ca. 2120 – ca. 2119))
    - I Gutei furono un popolo dell'antica Mesopotamia, originario dei monti Zagros e probabilmente di stirpe indoeuropea, secondo alcuni studiosi i Curdi ne potrebbero essere i discendenti. Sotto i deboli regni dei successori di Naram-Sin, i Gutei approfittarono delle lotte dinastiche e delle rivolte delle province e, chiamati in aiuto da queste ultime, sconfissero l'esercito accadico e distrussero la capitale Akkad durante il regno di Shar-kali-sharri, impadronendosi della Mesopotamia settentrionale. I nuovi governanti erano però di cultura nomade e non in grado di gestire la complessa organizzazione statale. In particolare lasciarono deteriorarsi i canali di irrigazione indispensabili per il mantenimento della produzione agricola e la regione decadde economicamente. Progressivamente si andarono assimilando agli Accadi. Nel frattempo, nella Mesopotamia meridionale, Uruk era dominata dalla sua quarta dinastia, Ur dalla sua seconda dinastia e Lagash ebbe un momento di splendore sotto il regno di Gudea (intorno alla metà del secolo). I Gutei regnarono sulla Mesopotamia settentrionale con 21 re, di cui sono stati tramandati 18 nomi: l'ultimo di essi fu Tirigan, sconfitto dal re Utukhegal che fondò la terza dinastia di Ur. La lingua dei Gutei, le cui uniche testimonianze sono tuttavia nomi personali e nomi dei re, fu probabilmente una lingua indoeuropea, affine alla lingua tocaria.
- c. 2164 a.C.
  - Mesopotamia:
    - Lagash indipendente dai Gutei: Insediamento II Dinastia di Lagash)
    - Urbaba (2164 a.C. - 2144 a.C.) Re di Lagash
- c. 2160 a.C.
  - IX dinastia egizia (2160 a.C. - 2120 a.C.) - 8 Faraoni (65º-72º: Kheti I, Neferkara III, Kheti II, Senen..., Khet... Neferkara, Kheti Meri...ra, Shed..., H...)
    - Questa dinastia, come la X, ebbe per capitale Heracleopolis Magna e che il suo controllo sull'Egitto non fu completo.

### 2150 a.C. - 2121 a.C.
- c. 2149 a.C.
  - Cina: Sale al trono in Cina il mitico Imperatore Qǐ (2149 a.C.-2117 a.C.) (2º Dinastia Xia)

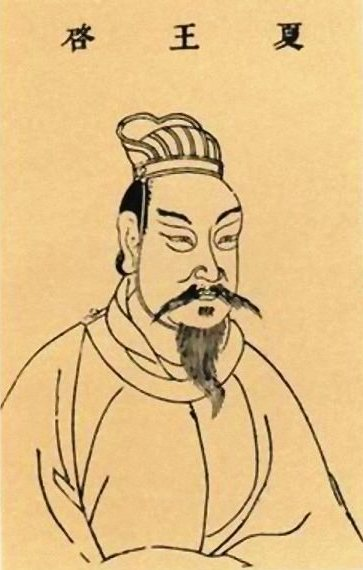
L'imperatore Qǐ

    - Qi (cinese: 啓; pinyin: Qǐ), cognome Sì (cinese: 姒), noto anche come Xia Qi (cinese: 夏啓; pinyin: Xia Qǐ) regnò, secondo la leggenda, come secondo re della dinastia Xia (secondo altre fonti come signore della lega dei clan) nel II o III millennio a.C. sull'antica Cina. L'imperatore QǐÈ tuttavia incerto se si tratti di una vera figura storica. Secondo la rappresentazione dell'influente storico Sima Qian, che scrisse tuttavia solo millenni più tardi, il padre di Qi Yu il grande aveva, come era usanza, designato come successore in primo luogo il suo miglior consigliere Boyi, ma in seguito quest'ultimo avrebbe pregato Yu di cedere il regno a suo figlio, a causa della grande stima che nutriva per lui. Nella storiografia tradizionale cinese, questo è considerato come il distacco dal principio elettivo e l'inizio della monarchia ereditaria in Cina. Gli Annali di bambù riferiscono al contrario che s'impadronì del regno con la violenza e assassinò Boyi. Le indicazioni sulla durata del governo di Qi oscillano tra i 10 ed i 29 anni.
- c. 2144 a.C.
  - Mesopotamia: Gudea Re di Lagash (2144 a.C.-2124 a.C.) - II Dinastia di Lagash
    - Molto probabilmente non era originario della città, ma avendo sposato Ninalla, figlia del governatore Urbaba (2164-2144 a.C.) di Lagash, entrando così a far parte della famiglia reale di Lagash. Sul trono gli succedette il figlio Ur-Ningirsu. Gudea sembra avere svolto un ruolo politico non legato soltanto alla propria provincia, di cui doveva far parte anche l'antica Girsu, ma sembra che il sovrano di Lagash abbia controllato anche la Mesopotamia centro-meridionale prima dell'ascesa di Utukhegal di Uruk. Le sue attività militari, scontri con la federazione elamita, sono solo parzialmente documentate. Numerose sono invece le iscrizioni che celebrano la costruzione del tempio del dio Ningirsu.
- c. 2125 a.C.
  - Mesopotamia: Apilkin Re di Mari (II Dinastia di Mari, o šakkanakku, fino al XXI secolo a.C.)
- c. 2124 a.C.
  - Mesopotamia: Ur-Ningirsu (2124 a.C.-2119 a.C.) 3º Re della II Dinastia di Lagash

### 2120 a.C. - 2119 a.C.
- c. 2119 a.C.
  - Antico Egitto: X dinastia egizia (2120 a.C. - 2040 a.C.) - 6 faraoni (73º-78º: Uakhara Kheti, Meri..., Se...ra Kheti, Nebkaura Kheti, Meribtawy, Merikara)
    - Buona parte della conoscenza che possediamo su questi sovrani deriva dai Decreti di Coptos, una serie di testi, rinvenuti in varie tombe, che riportano l'assegnazione di particolari privilegi al visir Shemai ed alla sua famiglia. Questa dinastia, come la IX, ebbe per capitale Eracleopoli e che il suo controllo sull'Egitto non fu completo. È probabile che alcuni sovrani appartenenti a questa dinastia abbiano regnato contemporaneamente ai primi dinasti della XI dinastia
- c. 2119 a.C.
  - Mesopotamia:
    - Utukhegal re sumero della (V dinastia di Uruk)
      - Affrontò in battaglia il re dei Gutei Tirigan, insediatosi da appena un mese, e lo sconfisse. Tirigan si rifugiò nella città di Dobrun, dove fu ucciso. Dopo questa vittoria, celebrata in un'iscrizione di Utukhegal, il dominio dei Gutei in Mesopotamia ebbe bruscamente termine e Uruk e il suo sovrano ottennero rapidamente l'egemonia su tutta la Mesopotamia meridionale. Risale al regno di questo sovrano una prima redazione della Lista reale sumerica. Il regno di Utukhegal durò solo sette anni e terminò quando fu sconfitto dall'ensi di Ur Ur-Nammu, suo parente e da lui insediato.

    - Pirigme (2119 a.C.-2117 a.C.) 4º Re della II Dinastia di Lagash

  - Antico Egitto:
    - Inizio della XI Dinastia
      - La storia dell'XI dinastia è la storia della lotta di Tebe, e dei suoi governanti, per elevarsi da semplice capoluogo del suo nomos a città dominante tutto l'Egitto.Con il dissolvimento dell'unità statale seguito alla fine del Regno Antico, il dominio ed il titolo di Re dell'Alto e Basso Egitto passò da Menfi ad Eracleopoli. La vittoria definitiva su Heracleopolis giunse con Horo Wah-ankh e con Horo Samtawy, che riconquistò le regioni del delta del Nilo, occupate da genti provenienti dalla Libia e dalla penisola del Sinai, e riunificò l'Egitto.

    - Tepia (Montuhetep I) 73º faraone (c.a. 2119 a.C. -2103 a.C., secondo von Beckerath)- 1º della XI Dinastia)
      - Principe di Tebe, è considerato il fondatore della XI dinastia.Alcuni egittologi ritengo di riunire in uno solo regno i periodi di Tepia e del suo successore (Sehertawy). Tepia è il primo sovrano a portare un nome teoforo composto con Montu divinità guerriera del 4º distretto dell'Alto Egitto.

    - Sehertawy (Antef I) 74º faraone - (c.a. 2119 a.C. -2103 a.C., secondo von Beckerath)- 2º della XI Dinastia
      - Fu il primo sovrano della XI dinastia ad attribuirsi, almeno formalmente, il titolo di re dell'Alto e Basso Egitto, dopo aver sconfitto un sovrano della X dinastia di Heracleopolis Magna, probabilmente Meribtawy. Dopo la vittoria sottomise i distretti settentrionali dell'Alto Egitto ponendo le basi della futura espansione verso nord.

### 2118 a.C. - 2114 a.C.
- c. 2117 a.C.
  - Mesopotamia: Ur-Gar (2117 a.C.-2113 a.C.) 5º Re della II Dinastia di Lagash
  - Cina: Sale al trono in Cina il mitico Imperatore Tai Kang (3º Dinastia Xia)
    - Tai Kang (cinese: 太康 pinyin: Tài Kāng) fu il terzo sovrano della probabilmente leggendaria dinastia Xia. Era il figlio di Qi. Salì al trono nell'anno di Guiwei (癸未), fissando la capitale del regno nella città di Zhenxun (斟), dove si trasferì anche uno dei capi dei suoi vassalli, Houyi. Tai Kang regnò 19 anni. Secondo la tradizione, era amante della caccia e dei divertimenti e non governò bene, tanto che alla fine dovette cedere il trono al fratello minore Zhong Kang. Morì 10 anni dopo la perdita del trono, secondo le Memorie del grande storico, o 4 anni secondo gli Annali di bambù.

### 2113 a.C.
- Mesopotamia:
  - Inizio della III dinastia di Ur o Periodo neosumerico
    - Il paese interno, ossia quello su cui si estendeva l'amministrazione imperiale diretta comprendeva la Mesopotamia meridionale e parte dell'Elam, inclusa (dopo la conquista ad opera di Shulgi) la città di Susa. L'influenza stabile di Ur raggiungeva però una zona notevolmente più vasta, che includeva le città di Assur e di Mari, nella Mesopotamia settentrionale. Le fonti di cui disponiamo descrivono quello di Ur III come uno stato centralizzato. Le singole città erano amministrate da governatori (ensi) nominati dal sovrano, che gli rispondevano direttamente. I testi amministrativi di questo periodo colpiscono, se confrontati con quelli di periodi diversi, per il loro elevato numero e per la loro uniformità, dovuta a una burocrazia efficiente in grado di controllare l'economia di tutto il paese. Ogni unità produttiva, sia agricola che di allevamento era controllata dal governo centrale e doveva rispettare determinati livelli di produzione. Un controllo simile era esercitato sul commercio a lunga distanza. In questo periodo viene svolta un'intensa attività di costruzione e manutenzione dei canali, di bonifica e di controllo delle vie commerciali. I risultati precedenti non sarebbero stati possibili senza la creazione di un sistema unificato di scuole scribali per la preparazione dei funzionari. L'impulso al sistema scolastico si accompagna, con Shulgi, ad una radicale riforma del sistema di scrittura, finalizzata a garantire l'uniformità dei documenti prodotti nelle varie città e implica una vasta produzione di testi didattici. Anche se lo scopo principale delle scuole era la preparazione di scribi in grado di redigere testi amministrativi, anche la produzione culturale vera e propria viene incrementata in questo periodo, soprattutto a scopo religioso e politico. La divinizzazione del sovrano, effettuata da Shulgi, affianca al genere dell'inno religioso in lode di una divinità il nuovo genere dell'inno reale autocelebrativo. Tra i testi risalenti al periodo neosumerico vi sono anche nuove elaborazioni mitologiche. l principale problema esterno che i sovrani della dinastia dovettero affrontare fu quello del contenimento delle popolazioni nomadi alle frontiere, tra le quali vi erano i Sua e soprattutto gli Amorrei. Le soluzioni adottate consistettero non solo in campagne militari, ma anche nella costruzione di una muraglia di contenimento, ma non riuscirono che a ritardare la fine. La conquista di Ur da parte degli Elamiti e la cattura dell'ultimo sovrano, Ibbi-Sin, nel 2004 a.C., segnò la fine non solo della dinastia, ma della storia sumerica. La Mesopotamia non fu infatti mai più governata da popoli di lingua sumerica, anche se la lingua sopravvisse a lungo come lingua colta (la più recente tavoletta scritta in sumerico risale addirittura al 50). Il dolore per la caduta di Ur è espresso in due degli ultimi capolavori della letteratura sumera: la Lamentazione di Ur e la Lamentazione di Sumer e Akkad.

  - Ur-Nammu Re Sumero di Ur e Uruk(III dinastia di Ur)
    - Inizialmente governò Ur come ensi (ossia governatore) nominato dal re di Uruk, Utukhegal, che aveva sconfitto i Gutei. Dopo la morte di Utukhegal, si proclamò re di Ur e sottomettendo Uruk e le altre città della Mesopotamia meridionale fece di Ur la capitale di un vasto regno. Poiché però iscrizioni con il suo nome sono state trovate fino a Tell Brak, in Siria settentrionale, dobbiamo supporre che abbia condotto campagne militari estendendo notevolmente lo stato verso nord. Ur-Nammu si proclamò "re di Ur, re di Sumer e di Akkad", titolo che fu conservato dai suoi successori e sembra voler riconoscere la parità tra le due componenti etnico-linguistiche dello stato: il sud sumerico e il nord accadico. Con Ur-Nammu inizia la costruzione dello stato centralizzato che sarà portata a termine dal figlio Shulgi. Egli non riunisce in sé le regalità delle varie città, ma nomina governatori di sua fiducia per governarle. Tra le tante opere edilizie realizzate (Ur fu quasi ricostruita ex novo) vi sono molti templi: non solo la grande ziggurat di Ur (e la sua stele, di cui rimane qualche frammento), ma anche templi eretti in altre città agli dei locali. Ur-Nammu curò in modo particolare la manutenzione del sistema dei canali e bonificò zone paludose. Durante il suo regno fu anche organizzato un catasto generale di tutto lo stato.
    - Redazione del Codice di Ur-Nammu: Ur-Nammu è ricordato soprattutto per il suo codice di leggi, Il codice più antico finora conosciuto, che precede di tre secoli quello di Hammurabi. Il codice, oltre a prevedere le pene per diversi reati, stabilisce le misure standard di capacità e di peso. Attualmente diversi studiosi, sulla base soprattutto di indizi grammaticali, propendono tuttavia ad attribuire il codice al figlio di Ur-Nammu, Shulgi.

  - Nammahani (2113 a.C.-2110 a.C.) 6º e Ultimo Re della II Dinastia di Lagash

### 2112 a.C. - 2101 a.C.
- c. 2110 a.C.
  - Mesopotamia:Fine della II Dinastia di Lagash
    - Vittoria di Ur-Nammu su Nammahani, l'ensi di Lagash e Umma che aveva collaborato con i Gutei
- c. 2103 a.C.
  - Antico Egitto: Wah-ankh (Antef II) 75º faraone - (c.a. 2103 a.C. -2054 a.C., secondo von Beckerath)- 2º della XI Dinastia
    - Forse fratello minore di Sehertawy. Secondo alcuni studiosi sarebbe figlio di Tepia. Il suo culto era ancora vivo all'epoca della XX dinastia. Il suo nome ci è tramandato da varie fonti tra cui il Papiro Abbott e la sala degli antenati di Karnak. Nel Canone Reale, nella posizione che dovrebbe corrispondere a questo sovrano rimangono leggibili solamente gli anni di regno (49).Espanse notevolmente i confini del regno tebano giungendo a conquistare Abido. Suoi avversari furono i sovrani di Heracleopolis Magna (X dinastia). Fino quasi al termine del suo regno, lo scontro con Herakleopolis fu comunque soprattutto una guerra di confine intervallata da periodi di coesistenza pacifica. Verso sud espanse i confini del regno tebano fino alla I cateratta del Nilo.

### 2100 a.C. - 2051 a.C.
- c. 2100 a.C.
  - Mesopotamia:
    - Secondo il racconto biblico, Abramo ricevette l'ordine da Dio di lasciare la città di Ur in Mesopotamia e di dirigersi nel paese che Lui gli avrebbe indicato
    - Rapporti commerciali fra Sumeri e Cultura Magan (Oman)

  - Nubia: Primi regni di popoli Kushiti
- c. 2095 a.C. - Shulgi Re Sumero di Ur e Uruk (III dinastia di Ur) - Nella prima parte del suo regno proseguì l'opera di pacificazione del padre, presentadosi come un re di pace e giustizia (città non ne ho distrutte, mura non ne ho abbattute); riformò anche il catasto nel 21* anno del regno[6]. Nelle sue iscrizioni Shulgi sottolieava anche le sue competenze come scriba, diede un forte impulso al miglioramento delle tecniche di scrittura e di registrazione amministrativa scribale, potenziando le scuole ("edubba" in sumero) e ampliando il numero dei maestri ("ummia" in sumero)[6]. Nel 20* anno del suo regno riformò l'esercito[6] e quindi diede il via ad una serie di campagne militari finalizzate a rendere più sicuri i confini dell'impero. Si impegnò in campagne militari verso le popolazioni del nord: Hurriti, Subarei e Assiri. Stabilizzò i confini orientali combattendo contro l'Elam, occupò Susa installandovi un governo sumerico. Condusse anche una spedizione in Palestina.
- c. 2090 a.C. - Urguedinna nominato governatore (ensi[nota esplicativa 2]) di Eshnunna sotto Shulgi di Ur[20].
- c. 2088 a.C. - Sale al trono in Cina il mitico Imperatore Zhong Kang (4º Dinastia Xia)
- c. 2075 a.C. - Sale al trono in Cina il mitico Imperatore Xia Xiang (5º Dinastia Xia)
- c. 2070 a.C. - Bamu nominato governatore (ensi[21]) di Eshnunna sotto Shulgi di Ur[20].
- c. 2054 a.C.
  - Antico Egitto:
    - Inizio del Medio Regno dell'Egitto (2119 a.C. - 1794 a.C.)
      - Secondo la cronologia tradizionale basata sull'opera di Manetone comprende due dinastie di sovrani l'XI e la XII: tuttavia, gli storici fanno partire ufficialmente questo periodo dall'insediamento del 3º Sovrano della XI Dinastia Nakht-nebtep-nefer, in quanto è solo durante il suo regno che si realizza (c.a. 2040 a.C.), con la caduta della X Dinastia eracleopolitana, l'unificazione dell'Egitto con Capitale Tebe e dunque la fine del Primo periodo intermedio, caratterizzato dal prevalere di sovrani locali e della relativa debolezza delle precedenti dinastie.

    - Nakht-nebtep-nefer (Antef III) 76º faraone - XI Dinastia
- c. 2050 a.C. - Kallamu nominato governatore (ensi[21]) di Eshnunna sotto Shulgi di Ur. Fu trasferito da Kazallu a Eshnunna dove rimase almeno fino al regno di Amar-Sin[20].

### 2050 a.C. - 2001 a.C.
- c. 2050 a.C. - Periodo di Troia IV (Distruzione di Troia)
- c. 2047 a.C. - Amar-Sin Re Sumero di Ur, Uruk e Lagash (III dinastia di Ur) - cercò di riportare agli antichi splendori la terra di Sumer.
- c. 2046 a.C. - Mentuhotep II (Samtawy) 77º faraone - XI Dinastia (è considerato il fondatore del Medio Regno, unificatore dell'Alto e Basso Egitto. Samtawy salì al trono con il nome Horo di Seankhibtawy e senza adottare il titolo di Re dell'Alto e Basso Egitto).
- c. 2038 a.C. - Shu-Sin Re Sumero di Ur, Uruk e Lagash (III dinastia di Ur) - Salì al trono dopo il fratello Amar-Sin e dovette immediatamente combattere delle rivolte degli Amorrei. In questo periodo sono attestate rotte commerciali fino all'India.
- c. 2035 a.C. - Itūrīya nominato governatore (ensi[21]) di Eshnunna[20]. Fece costruire un tempio dedicato alla sua divinità protettrice (Shu-Sin di Ur a cui affiancò un palazzo[22].
- c. 2028 a.C. - Ibbi-Sin Ultimo Re Sumero della (III dinastia di Ur)[6] - Come suo padre, dovette fronteggiare i tentativi di invasione degli Martu, e proprio la difficoltà che il re doveva sostenere per fermare tali invasioni, portarono alla rivolta della città di Elam, che si dichiarò indipendente. Inviò un suo potente funzionario Ishbi-Erra, originario di Mari, al nord dell'impero per procurare grano ed approvvigionamenti per la capitale, ma questi trovò le città del nord in preda alle devastazioni dei Martu e chiese di rimanere per organizzare la difesa del territorio[6]. In realtà Ishbi-Erra ne approfittò per assumere il controllo della parte dell'impero compresa fra le città di Isin e Kazallu[6]. Ibbi-Sin continuò a regnare sulla città di Ur proseguendo la costruzione delle fortificazioni avviate da suo padre, ma questo non bastò a salvare la città, che ormai controllava solo un territorio limitato[6]. Infatti, la sua incapacità di guidare la difesa dell'impero, fece sì che, progressivamente, tutte le città dell'impero si dichiarassero indipendenti, lasciando a Ibbi-Sin il controllo della sola città di Ur. Nel 2004 gli elamiti strinsero d'assedio la città, riuscendo ad espugnarla per fame dopo alcuni mesi. Ur fu saccheggiata e distrutta, Ibbi-Sin fu catturato e deportato[6] a Susa, dove morì. Con questo Re termina il periodo dell'impero di Ur III e l'egemonia Sumera in Mesopotamia.
- c. 2026 a.C. . Šū-ilīya nominato governatore (ensi[21]) di Eshnunna; proclamerà l'indipendenza della città e darà origine ad una dinastia autonoma[20]. Manterrà buoni rapporti con Ishbi-Erra di Isin[22]. Si presenterà come amato dal dio cittadino Tišpak e non più da divinità di Ur[23]. Sposerà una principessa elamita della dinastia Shimash con cui generò almeno due figli che diverranno a loro volta re[23][24].
- c. 2025 a.C. - Naplanum Primo Re Amorrita di Larsa
- c. 2015 a.C. - Ishbi-Erra 1º Re della I dinastia di Isin - Era stato inviato da Ibbi-Sin presso Kish per ottenere provviste per la capitale e difendere i territori del nord dell'impero di Ur, ma questi ne approfittò per assumere il controllo della città di Isin. Dopo le distruzioni ed i saccheggi operati dagli Elamiti riconquistò la città di Ur, proclamandosi liberatore e nuovo imperatore. Ur fu restaurata e Ishbi-Erra riuscì ad assumere il controllo di alcune importanti città commerciali come Uruk e del centro spirituale di Nippur.
- c. 2010 a.C. - Nur-akhum 2º re di Eshnunna, modificò il suo titolo da ensi[21] a re di Eshnunna e, nelle sue iscrizioni, si presenta come amato dal dio cittadino Tišpak e non più da divinità di Ur; ricevette aiuti da Isin contro Subartu[22].
- c. 2008 a.C. - Sale al trono in Cina il mitico Imperatore Xia Shao Kang (6º Dinastia Xia)
- c. 2004 a.C.
  - Conquista e distruzione di Ur da parte degli Elamiti. Isin diviene città egemone durante il regno di Ishbi-Erra, che si proclamò erede dell'impero diretto di Ur con la titolatura di "Re delle quattro parti della terra" e "dio della sua terra". Restaurò l'area templare di Ur. Non riuscì ad estendere il suo controllo alle città mesopotamiche di Kish, Larsa, Eshnunna e Der che rimasero indipendenti con una propria dinastia regia[6].
  - Emisum 2º Re Amorrita di Larsa
- c. 2001 a.C. - Kiri-kiri 3º re di Eshnunna, porta un nome elamita, era probabilmente il fratello di Nur-akhum[24].

## Cronologie
| Cronologia precedente: Storia Antica 3000 a.C. c.a. 2500 a.C. c.a. | Cronologia corrente: Storia Antica Dal 2500 a.C. c.a. al 2000 a.C. | Cronologia seguente: Storia Antica 2000 a.C. 1500 a.C. |